# Lista odcinków serialu Szczury laboratoryjne
Poniżej przedstawiona jest lista wszystkich odcinków serialu Szczury laboratoryjne, emitowanego na kanale Disney XD od 26 maja 2012.

## Serie
| Seria | Seria | Odcinki | Oryginalna emisja | Oryginalna emisja | Oryginalna emisja | Oryginalna emisja |
| Seria | Seria | Odcinki | Premiera serii    | Finał serii       | Premiera serii    | Finał serii       |
| ----- | ----- | ------- | ----------------- | ----------------- | ----------------- | ----------------- |
|       | 1     | 20      | 27 lutego 2012    | 5 listopada 2012  | 26 maja 2012      | 20 marca 2013     |
|       | 2     | 26      | 25 lutego 2013    | 13 stycznia 2014  | 7 czerwca 2013    | 12 kwietnia 2014  |
|       | 3     | 26      | 17 lutego 2014    | 5 lutego 2015     | 13 września 2014  | 16 maja 2015      |
|       | 4     | 26      | 18 marca 2015     | 3 lutego 2016     | 31 sierpnia 2015  | 29 kwietnia 2016  |

## Lista odcinków

### Sezon 1: 2012
- Ten sezon zawiera 20 odcinków.
- Billy Unger, Spencer Boldman, Kelli Berglund i Tyrel Jackson Williams występują we wszystkich odcinkach.
- Hala Sparksa brakuje w 4 odcinkach (4, 7, 9 16).

| 1-2 | Crush, Chop and Burn         | -                           | Victor Gonzales    | Chris Peterson Bryan Moore | 27 lutego 2012                                                | 26 maja 2012 (część 1) 16 czerwca 2012 (część 2) | 101 102 |
| Tasha i Leo wprowadzają się do domu Donalda, który wziął ślub z Tashą. W pewnym momencie Leo odkrywa w piwnicy domu tajne laboratorium, a w nim 3 nadludzkie istoty – Adama, Bree i Chase’a, których zabiera do szkoły, gdzie powodują duży chaos, przez co Donald zabrania im opuszczania laboratorium. Ci jednak łamią ten zakaz i zostają wysłani do zamkniętego ośrodka w celu zakończenia treningu, a zamiast nich ma zamiar pozostawić w domu roboty ich przypominające. Adam, Bree i Chase jednak wymieniają się z robotami i to one wylatują do ośrodka. Nic nie wiedzący o tym Donald postanawia wyrzucić roboty do recyklingu i w efekcie do recyklingu trafiają prawdziwi Adam, Bree i Chase. Leo wyrusza za nimi do recyklingu, by ich ocalić. Gościnnie: Angel Parker jako Tasha Davenport, Will Forte jako Edzio Epizodyczna: Cody Christian jako Kavan Użyte supermoce: super siła (Adam), laserowy wzrok (Adam), super szybkość (Bree), pole siłowe (Chase), super inteligencja (Chase) Usterki: nadwrażliwy słuch (Chase), smarkowe działo (Chase), ognisty wzrok (Adam), plazmowe granaty (Adam) |                              |                             |                    |                            |                                                               |                                                  |         |
| 3 | Commando App                 | Apka Komando                | Victor Gonzalez    | Gigi McCreery Perry Rein   | 5 marca 2012                                                  | 17 czerwca 2012                                  | 103     |
| Donald nie pozwala Chase’owi iść do szkoły, gdyż ten pod wpływem emocji zamienia się w Brutala. Chase zapewnia go, że tak się nie stanie. Problem wynika z tego, gdy Adam i Chase siadają przy stoliku dla cheerleaderek i graczy footballa i kapitan drużyny denerwuje Chase’a. Gościnnie: Maile Flanagan jako pani Perry, Will Forte jako Edzio, Eddie Perino jako Trent Użyte supermoce: super siła (Adam), super szybkość (Bree), super inteligencja (Chase) Usterki: Tryb machopodobny (Chase) |                              |                             |                    |                            |                                                               |                                                  |         |
| 4 | Leo's Jam                    | Leo rządzi                  | Victor Gonzalez    | Heather Flanders           | 12 marca 2012                                                 | 23 czerwca 2012                                  | 105     |
| Adam próbuje pomóc Leo w zdobyciu dziewczyny z lekcji tańca ale ona proponuje jemu wyjście, a chłopak zgadza się. Chase próbuje naprawić sytuację, ale dziewczyna po jego próbie chce iść z nim. Tymczasem Bree chce iść na bal z Ethanem, ale ciągle gdy go widzi ucieka. Prosi o pomoc Tashę. Gościnnie: Angel Parker jako Tasha Davenport, Garrett Backstrom jako Ethan Epizodyczna: Ginny Gardner jako Danielle Nieobecny: Hal Sparks jako Donald Davenport Użyte supermoce: super siła (Adam), super szybkość (Bree), super słuch (Chase), soniczny cyklon (Bree) Usterki: niekontrolowana szybkość (Bree) |                              |                             |                    |                            |                                                               |                                                  |         |
| 5 | Rats on a Train              | Szczury w pociągu           | Victor Gonzalez    | Ken Blankenstein           | 19 marca 2012                                                 | 30 czerwca 2012                                  | 107     |
| Adam, Bree i Chase muszą podczas swojej pierwszej misji zatrzymać super szybki pociąg Davenporta z niebezpiecznymi nukleonami, który podczas usterki zmierza w stronę sąsiedniego miasta w celu wysadzenia go. Leo chce iść z nimi na misję, ale Donald się nie zgadza. Leo wchodzi do torby, w którym ma być wynalazek, którym mają zatrzymać pociąg. Tymczasem Tasha stara się ze swoją ekipą reporterską nagrać pociąg. Gościnnie: Angel Parker jako Tasha Davenport, Will Forte jako Edzio Użyte supermoce: super siła (Adam), super szybkość (Bree), super inteligencja (Chase) |                              |                             |                    |                            |                                                               |                                                  |         |
| 6 | Exoskeleton vs. Grandma      | Exoszkieleton kontra babcia | Victor Gonzalez    | Ron Rappaport              | 6 kwietnia 2012 (Disney Channel) 30 kwietnia 2012 (Disney XD) | 14 lipca 2012                                    | 106     |
| Rodzinę odwiedza matka Tashy, Rose. Tasha próbuje nie dopuścić do tego, by ona się dowiedziała o nadnaturalnych istotach i wmawia jej, że Adam to ich kucharz, Bree to osobista trenerka Tashy a Chase to niańka mańka Leona. Tymczasem Leo, Donald i Chase próbują zaprezentować najnowszy wynalazek Donalda – Exoszkieleton. Próba ta kończy się klapą i zbuntowany robot atakuje całą rodzinę. Gościnnie: Angel Parker jako Tasha Davenport, Telma Hopkins jako Rose Dooley Użyte supermoce: super szybkość (Bree), super siła (Adam), super inteligencja (Chase), laserowy wzrok (Adam), pole siłowe (Chase) |                              |                             |                    |                            |                                                               |                                                  |         |
| 7 | Smart and Smarter            | Bystrzaki                   | Guy Distad         | Chris Peterson Bryan Moore | 23 kwietnia 2012                                              | 7 lipca 2012                                     | 110     |
| W szkole organizowane są wybory na ucznia numer 1, w których Chase bardzo chce startować. Ponieważ jego pomysły są nudne nie ma on zbyt wysokiego poparcia, więc Adam postanawia mu pomóc, lecz kiedy Adam mówi, że bez niego Chase nie wygra, Chase postanawia właśnie z nim rywalizować. Tymczasem Leo wykorzystuje super szybkość Bree dla własnych korzyści. Gościnnie: Garrett Backstrom jako Ethan Nieobecny: Hal Sparks jako Donald Davenport Użyte supermoce: super siła (Adam), laserowy wzrok (Adam), super inteligencja (Chase), super szybkość (Bree), pole siłowe (Chase) |                              |                             |                    |                            |                                                               |                                                  |         |
| 8 | Bionic Birthday Fail         | Mega urodzinowa klapa       | Victor Gonzalez    | Ron Rappaport              | 7 maja 2012                                                   | 21 lipca 2012                                    | 111     |
| Leo ma urodziny. Gdy okazuje się, że Tasha tym razem nie zorganizuje przyjęcia - niespodzianki, starają się je przygotować Adam, Bree i Chase. Jednak wraz z rozwojem imprezy zapominają o uwięzionym w laboratorium jubilacie i dopiero po imprezie i powrocie Tashy i Donalda z konferencji przypominają sobie o Leo, który przez cały czas trwania "jego" przyjęcia był zamknięty w laboratorium. Do tego jeszcze Donald niszczy prezent, który chciał mu dać. Gościnnie: Angel Parker jako Tasha Davenport, Will Forte jako Edzio Użyte supermoce: super siła (Adam, Leo), super szybkość (Bree, Leo), pole siłowe (Chase, Leo) |                              |                             |                    |                            |                                                               |                                                  |         |
| 9 | Death Spiral Smackdown       | Śmiercionośna spirala       | Sean McNamara      | Gigi McCreery Perry Rein   | 7 czerwca 2012                                                | 7 lipca 2012                                     | 108     |
| Leo i Adam startują w zawodach "Śmiercionośna spirala" , gdzie chodzi o to by strącić przeciwników ze spirali. Leo chcąc wygrać dosypuje mu do płatków proteinowych, dzięki którym Adam będzie miał cały czas aktywną super siłę. W końcu gdy dostają się do finału pani Perry mówi im, że teraz będą walczyć między sobą. Tymczasem Bree okłamuje Chase’a, że nie ma czasu iść z nim do centrum handlowego pojeździć na ruchomych schodach bo musi się uczyć, a tak naprawdę spotyka się z przyjaciółkami. Gdy Chase się o tym dowiaduje używa swojego wentylu bezpieczeństwa by kontrolować Bree i robi jej obciach przy koleżankach. Gdy Bree się o tym dowiaduje to robi mu kawał dzięki swojej super szybkości. Gościnnie: Maile Flanagan jako pani Perry, Michaela Carrozo jako Caitlin Epizodyczna: Trucker Albrizzi jako Gordo Nieobecny: Hal Sparks jako Donald Davenport Użyte supermoce: super siła (Adam), super szybkość (Bree), super słuch (Chase), wentyl bezpieczeństwa (Chase) Usterki: Niekontrolowana super siła (Adam)                                                                        |                              |                             |                    |                            |                                                               |                                                  |         |
| 10 | Can I Borrow the Helicopter? | Pożyczysz helikopter?       | Victor Gonzalez    | Gigi McCreery Perry Rein   | 14 czerwca 2012                                               | 1 września 2012                                  | 112     |
| Bree ma dość mieszkania z Adamem i Chasem, więc wyprowadza się do Tashy. Wkrótce dowiaduje się, jak zła to była decyzja. Adam i Chase bardzo się cieszą się na to, ale potem Adam zaczyna irytować Chase’a grabieżą i oddziela pokój na 2 części. Tymczasem Leo próbuje zaimponować Janelle. Gościnnie: Angel Parker jako Tasha Davenport, Madison Pettis jako Janelle Użyte supermoce: super szybkość (Bree) |                              |                             |                    |                            |                                                               |                                                  |         |
| 11 | Back From the Future         | Powrót z przyszłości        | Victor Gonzalez    | Ron Rappaport              | 21 czerwca 2012                                               | 25 sierpnia 2012                                 | 116     |
| Leo z przyszłości przybywa, by poinformować teraźniejszych bohaterów, że Donald nie może wypuścić Adama, Bree i Chase’a na misję, bo nie wyjdą z niej żywi. Kazał też ich o tym nie mówić, ale teraźniejszy Leo łamie tę prośbę. Na skutek tego Adam, Bree i Chase wyruszają na misję ze świadomością, że w trakcie niej zginą. Teraźniejszy Leo i Leo z przyszłości wyruszają więc do fabryki, by uratować ich życia. Gościnnie: Madison Pettis jako Janelle Epizodyczna: Tyler James Williams jako Leo z przyszłości Użyte supermoce: super inteligencja (Chase), pole siłowe (Chase), super szybkość (Bree), super siła (Adam) |                              |                             |                    |                            |                                                               |                                                  |         |
| 12 | Chip Switch                  | Zamiana chipami             | Victor Gonzalez    | Ken Blankenstein           | 28 czerwca 2012                                               | 8 września 2012                                  | 119     |
| Adam, Bree i Chase zamieniają się chipami. Adam staje się super-szybki, Bree super-mądra, a Chase super-silny. Z powodu fizjonomii nie pasujących do tych zdolności oraz braku ich opanowania Leo i dyrektorka Terry Cherry Perry zostają zamknięci w windzie. Adam, Bree i Chase próbują zamienić się z powrotem chipami, ale mylą się i Adam staje się mądry, Bree silna, a Chase szybki. Mimo tego próbują uratować Leo. Gościnnie: Maile Flanagan jako pani Perry Użyte supermoce: super siła (Adam, Bree i Chase), super szybkość (Adam i Bree), super inteligencja (Adam, Bree i Chase), laserowy wzrok (Adam, Bree i Chase) Usterki: Nadwrażliwy słuch (Bree), Niekontrolowane strzelanie laserami (Chase) |                              |                             |                    |                            |                                                               |                                                  |         |
| 13 | Drone Alone                  | Odlot                       | Jody Margolin Hahn | Mark Brazill               | 5 lipca 2012                                                  | 15 września 2012                                 | 114     |
| Tasha i Donald wylatują na wycieczkę z automatycznym pilotem. Tymczasem Leo niechcący włącza Lempa, kiedy Adam, Bree i Chase udają się na sen w swoich kapsułach. Przez to Chase’owi obraz się spikselizował, Adam zaczął mówić tylko od tyłu, a Bree nie miała kontroli nad swoimi nogami i poleciała w daleką pustynię. Podczas gdy cała czwórka próbuje doprowadzić wszystko do normalności, Tasha ma dość podróży i próbuje przekonać Donalda do powrotu. Gościnnie: Angel Parker jako Tasha Davenport, Will Forte jako Edzio Użyte supermoce: super szybkość (Bree), super inteligencja (Chase), super siła (Adam) Usterki: mówienie od tyłu (Adam), rozpikselizowany wzrok (Chase), niekontrolowana super szybkość (Bree) |                              |                             |                    |                            |                                                               |                                                  |         |
| 14 | Chore Wars                   | Wojny porządkowe            | Sean McNamara      | Heather Flanders           | 12 lipca 2012                                                 | 22 września 2012                                 | 109     |
| Kiedy Adam, Bree i Chase widzą jak Tasha daje Leo pieniądze za posprzątanie domu oni też dzięki super mocą sprzątają dom. Jednak kiedy wydają całą kasę postanawiają urządzić w domu wyprzedaż, a Adam nieumyślnie sprzedaje pudełko na biżuterię, które Donald miał dla niej naprawić, więc postanawiają je odkupić. Tymczasem Tasha nie pozwala oglądać Leo "Świń Zombie", a Leo kłamie Donaldowi, że nie ma z kim oglądać w efekcie czego oglądają razem. Gościnnie: Angel Parker jako Tasha Davenport Użyte supermoce: super szybkość (Bree), super siła (Adam), laserowy wzrok (Adam), magnetyzm (Chase) |                              |                             |                    |                            |                                                               |                                                  |         |
| 15 | Dude, Where's My Lab?        | Gdzie jest laboratorium?    | Victor Gonzalez    | Marcus Alexander Hart      | 16 lipca 2012                                                 | 29 września 2012                                 | 115     |
| Donald odkrywa niebezpieczny rozprysk słoneczny, który może spowodować opłakane konsekwencje. On, Leo, Adam, Bree i Chase muszą wymigać się od przebywania razem z Tashą na plaży bez żadnych technologii i wrócić do laboratorium, by móc ocalić świat. Zadanie utrudnia im policja, która ich aresztuje za kradzież i nielegalne występy uliczne. Gościnnie: Angel Parker jako Tasha Davenport Użyte supermoce: super szybkość (Bree), super siła (Adam) |                              |                             |                    |                            |                                                               |                                                  |         |
| 16 | Air Leo                      | Misja: Janelle              | Guy Distad         | Heather Flanders           | 8 października 2012                                           | 8 grudnia 2012                                   | 117     |
| Leo zgłasza się na zawody 1 na 1 w koszykówce. Próbuje przełamać serię zwycięstw Trenta i zaimponować Janelle, więc postanawia oszukiwać przy pomocy super skocznych butów, które wziął z laboratorium. Tymczasem Bree jest smutna, gdy najpopularniejsza dziewczyna w szkole nie przyjmuje jej do cheerleaderek, a Adama tak. Adam widząc siostrę postanawia jej pomóc. Gościnnie: Madison Pettis jako Janelle, Eddie Perino jako Trent, Oana Gregory jako Stefanie Nieobecny: Hal Sparks jako Donald Davenport Użyte supermoce: super siła (Adam), super szybkość (Bree) Usterki: plazmowe granaty (Adam) |                              |                             |                    |                            |                                                               |                                                  |         |
| 17 | Night of the Living Virus    | Noc żywych wirusów          | Victor Gonzalez    | Mark Brazill               | 15 października 2012                                          | 31 października 2012                             | 104     |
| Leo bardzo chce być asystentem Donalda w laboratorium, ale gdy już dostaje szansę, niszczy Edzia, który zamienia się w wirusa komputerowego o imieniu Teddy, który zawładnął całym domem. Tymczasem Bree organizuje pidżama party, a Adam i Chase próbują zrobić dowcipy dziewczynom. Gościnnie: Angel Parker jako Tasha Davenport, Michaela Carrozo jako Caitlin, Oanal Gregory jako Stefanie, Will Forte jako Edzio/Teddy Użyte supermoce: super szybkość (Bree), laserowy wzrok (Adam), super siła (Adam) |                              |                             |                    |                            |                                                               |                                                  |         |
| 18 | Mission: Invisible           | Niewidzialna misja          | Victor Gonzalez    | Carla Banks-Waddles        | 22 października 2012                                          | 9 marca 2013                                     | 113     |
| Dzięki użyciu nadnaturalnych mocy przez Chase’a, Bree i Adama, Leo został uratowany przed przygnieceniem klimatyzatorem. Przez to jednak dyrektorka Terry Cherry Perry uzyskała nagranie z użyciem przez nich mocy i przywołała również Donalda i Tashę do siebie do gabinetu. Tymczasem Leo przy pomocy kurtki niewidki próbuje odnieść kasetę z nagraniem. Zadanie się komplikuje, gdy zdziera z siebie kurtkę i zostaje przyłapany przez dyrektorkę. Gościnnie: Angel Parker jako Tasha Davenport, Maile Flanagan jako pani Perry Użyte supermoce: super siła (Adam), super szybkość (Bree), super słuch (Chase), super przyczepność (Bree), laserowy wzrok (Adam) |                              |                             |                    |                            |                                                               |                                                  |         |
| 19 | Concert in a Can             | Kapela                      | Victor Gonzalez    | Mark Brazill               | 29 października 2012                                          | 20 marca 2013                                    | 118     |
| Adam i Chase przyprowadzają do siebie nowego chłopaka w szkole – Markusa. Tworzą oni zespół do występu kapel w szkole. Markus niszczy swoją gitarę, gdy nikt nie patrzy i obwinia o to Leo, by go wszyscy znienawidzili. Tymczasem Bree i Donald planują razem wystawić projekt w tym samym czasie, w którym Adam, Chase i Markus mają grać. Leo zaś znajduje sposób, by udowodnić swoją niewinność poprzez nagranie Edwarda, stale monitorującego dom. Uparty Edzio jednak nie jest taki skory do jego uwiecznienia. Gościnnie: Mateus Ward jako Marcus, Will Forte jako Edzio Użyte supermoce: super inteligencja (Chase), |                              |                             |                    |                            |                                                               |                                                  |         |
| 20 | Mission: Space               | Kosmiczna misja             | Victor Gonzalez    | Chris Peterson Bryan Moore | 5 listopada 2012                                              | 27 marca 2013                                    | 120     |
| Adam, Bree i Chase mają naprawić stacje kosmiczną Davenporta, jednak kiedy Chase niszczy potrzebny do tego wynalazek dzięki jego nowej zdolności, wysyłają Adama by zespawał dziurę laserami z oczu. Wszystko idzie dobrze, dopóki Adam laserami nie przecina liny, do której jest przywiązany i zaczyna się oddalać. Bree chce mu pomóc i wychodzi przywiązana do kolejnej liny, ale nie może dosięgnąć Adama. Chase postanawia użyć nowej super mocy by uratować rodzeństwo. Tymczasem Markus odkrywa laboratorium. Gościnnie: Mateus Ward jako Marcus Użyte supermoce: super siła (Adam), laserowy wzrok (Adam), kinetyka molekularna (Chase), |                              |                             |                    |                            |                                                               |                                                  |         |

### Sezon 2: 2013-14
Dnia 18 maja 2012 roku został oficjalnie ogłoszony 2 sezon serialu.
- Sezon zawiera 26 odcinków.
- Billy Unger, Spencer Boldman, Kelli Berglund i Tyrel Jackson Williams występują we wszystkich odcinkach.
- Hala Sparksa brakuje w 6 odcinkach (22, 29, 38, 39, 40, 42).

| 21 | Speed Trapped                      | Goryl w pułapce             | Victor Gonzales    | Chris Peterson Bryan Moore | 25 lutego 2013        | 7 czerwca 2013       | 203     |
| Adam, Bree i Chase kradną samochód Donalda, by spotkać się na mieście z Markusem. Gdy Leo się o tym dowiaduje, postanawia ich wysłać z powrotem do domu. W trakcie nieudanej próby namówienia ich do powrotu, Markus wkrada się do samochodu i podstępem więzi w nim Leo, który zostaje wysłany nim do dna oceanu. Adam, Bree i Chase szybko się dowiadują o kłopotach Leo i starają się uratować go przed przykrą śmiercią. Gościnnie: Mateus Ward jako Marcus, Angel Parker jako Tasha Davenport, Will Forte jako Edzio Użyte supermoce: super inteligencja (Chase), pole siłowe (Chase), super siła (Adam), super szybkość (Bree), laserowy wzrok (Marcus) |                                    |                             |                    |                            |                       |                      |         |
| 22 | Spy Fly                            | Mucho-szpieg                | Guy Distad         | Ken Blankenstein           | 4 marca 2013          | 7 czerwca 2013       | 201     |
| Leo kradnie Donaldowi jego wynalazek – elektroniczne muchy sterowane przy pomocy zegarka. Wykorzystuje je do ściągania na teście, który pisze razem z Bree. Gdy ta zwraca mu uwagę, oblewa test i zostaje wyrzucona z sali. Po teście dyrektorka Terry Cherry Perry zabiera Leo jego wynalazek, a sam Leo opuszcza resztę much, które się rozsiewają i stanowią zagrożenie dla reszty uczniów. Tymczasem Adam i Chase rywalizują ze sobą przy pomocy lalek, którymi mają się opiekować przez cały dzień i niszczą je sobie nawzajem. Gościnnie: Maile Flanagan jako pani Perry Nieobecny: Hal Sparks jako Donald Davenport Użyte supermoce: super szybkość (Bree), laserowy wzrok (Adam) |                                    |                             |                    |                            |                       |                      |         |
| 23 | Missin' the Mission                | Leo misja                   | Victor Gonzalez    | Hayes Jackson              | 11 marca 2013         | 14 czerwca 2013      | 202     |
| Donald odkrywa wyciek gazu w fabryce i potrzebuje Adama, Bree i Chase’a, by móc rozprawić się z tym zadaniem. Cała trójka jednak zostaje za karę po lekcjach i ten próbuje wymyślić, jak ich stamtąd wyciągnąć. Gdy już wie, że nie da rady tego zrobić, wyrusza na misję sam wraz z Edziem, którego na początku odcinka zmodyfikował. Leo, który cały czas chce zostać członkiem zespołu chce udowodnić swoją przydatność i bez wiedzy Donalda idzie z nim na tę misję. Gościnnie: Maile Flanagan jako pani Perry, Will Forte jako Edzio |                                    |                             |                    |                            |                       |                      |         |
| 24 | Quarantined                        | Kwarantanna                 | Victor Gonzalez    | Marcus Alexander Hart      | 18 marca 2013         | 21 czerwca 2013      | 205     |
| Adam, Bree i Chase mają pozyskać próbki trujących substancji jako dowody przeciwko gangsterom chcącym je wylać do rzeki. Bree jednak ma za nic zadanie i na skutek tego cała trójka zawala misję, a ona sama wdychuje silnie niebezpieczne neurotoksyny, które pozbawiają połączeń między mózgiem a mięśniami w ciele. Adam i Chase muszą pozyskać jeszcze jedną próbkę neurotoksyn, by móc uratować Bree, a Leo musi jej pilnować, by nie oddalała się od domu. Leo jednak już od razu nie spełnił tego i musi natychmiast odprowadzić Bree do domu. Gościnnie: Ben Stillwell jako Owen Epizodycznie: Sean Whalen jako ochorniarz Użyte supermoce: super siła (Adam), super szybkość (Bree) Usterki: niekontrolowanie ciała (Bree) |                                    |                             |                    |                            |                       |                      |         |
| 25 | Robot Fight Club                   | Masakra robotów             | Sean Lambert       | Hayes Jackson              | 25 marca 2013         | 28 czerwca 2013      | 210     |
| Leo i Chase zgłaszają się do Masakry Robotów. Gdy pozwalają Donaldowi na współpracę przy robocie, ten go niszczy i stają się rywalami o główne trofeum. Tymczasem Bree używa super mocy przed Caitlin, więc z pomocą Adama stara się ją przekonać, że nic nie widziała. Gościnnie: Michaela Carrozo jako Caitlin Epizodycznie: Mark Christopher Lawrence jako spiker Użyte supermoce: super szybkość (Bree) Usterki: laserowy wzrok (Adam) |                                    |                             |                    |                            |                       |                      |         |
| 26 | Bro Down                           | Załamka                     | Victor Gonzalez    | Mark Brazill               | 1 kwietnia 2013       | 5 lipca 2013         | 204     |
| Adam ulega wypadkowi na skutek próby wydostania się z pułapki, którą na niego zastawił Chase i staje się tchórzem. Tymczasem Bree odkrywa swoją ukrytą zdolność naśladowania mowy innych i za namową Leo żartuje sobie z dyrektorki Terry Cherry Perry. Na skutek tego wpadają obydwoje w kłopoty. Gościnnie: Maile Flanagan jako pani Perry, Elizabeth Margaret Beatrice jako pani Thistle Użyte supermoce: super siła (Adam), super szybkość (Bree), manipulacja głosem (Bree), laserowy wzrok (Adam) Usterki: Niekontrolowana manipulacja głosem (Bree) |                                    |                             |                    |                            |                       |                      |         |
| 27 | The Rats Strike Back               | Strajk generalny            | Victor Gonzalez    | Julia Miranda              | 8 kwietnia 2013       | 12 lipca 2013        | 206     |
| Leo, Adam, Bree i Chase organizują strajk przeciwko Donaldowi za wyzyskiwanie ich. Dzieje się to akurat, gdy mają wykonać niezwykle ważną pracę, której stawką jest dalsza kariera naukowa Donalda. Gościnnie: Angel Parker jako Tasha Davenport Epizodycznie: William Charlton jako przedstawiciel NASA |                                    |                             |                    |                            |                       |                      |         |
| 28 | Parallel Universe                  | Równoległy wszechświat      | Guy Distad         | Ron Rappaport              | 17 czerwca 2013       | 19 lipca 2013        | 207     |
| Donald tworzy rozszczepiacz protonów, który tworzy portal między-wymiarowy. Leo wpada do tego portalu i trafia do równoległego wszechświata, w którym wszystko jest odwrotnie niż w prawdziwej rzeczywistości. Między innymi tutaj Leo posiada nadnaturalne moce, którymi przypadkowo naraża się Adamowi, Bree i Chase’owi, którzy go tutaj nigdy nie znali. Na skutek tego wysyłają po niego FBI. Gościnnie: Angel Parker jako Tasha Davenport/Tasha Dooley, Maile Flanagan jako Perry z równoległego wymiaru Epizodycznie: Tim Russ jako Agent Gordon Użyte supermoce: elektrokineza (Leo), super siła (Leo), super szybkość (Leo), teleportacja (Leo) Nota: Jest to pierwszy odcinek, w którym żadne ze szczurów nie używa supermocy. |                                    |                             |                    |                            |                       |                      |         |
| 29 | Spike's Got Talent                 | Brutal ma talent            | Guy Distad         | Julia Miranda              | 24 czerwca 2013       | 5 listopada 2013     | 208     |
| Chase ma zamiar użyć swoich mocy na pokazie talentu i przenieść krzesło myślą. Leo psuje jednak jego prezentację i dostaje się na jego miejsce. Na skutek tego Chase zamienia się w Brutala i przystępuje do drużyny Buldogów. Tymczasem Bree jest zazdrosna, gdy Adam zaprzyjaźnia się z Owenem. Gościnnie: Maile Flanagan jako pani Perry, Will Forte jako Edzio, Ben Stillwell jako Owen Nieobecny: Hal Sparks jako Donald Davenport Użyte supermoce: kinetyka molekularna (Chase), super szybkość (Bree) Usterki: Tryb machopodobny (Chase) |                                    |                             |                    |                            |                       |                      |         |
| 30 | Leo vs. Evil                       | Leoś kontra zło             | Victor Gonzalez    | Ron Rappaport              | 24 czerwca 2013       | 26 lipca 2013        | 211     |
| Leo śledzi Markusa i stara się udowodnić, że jest zły. Gdy zostaje nakryty, staje do walki z nim i jego robotem przeciw-intruzowym. Tymczasem Donald tworzy teleport, którym Adam, Bree i Chase przypadkowo wysyłają Tashę do Fresno i starają się ją przywrócić z powrotem do domu. Gościnnie: Angel Parker jako Tasha Davenport, Mateus Ward jako Marcus Davenport, Jeremy Kent Jackson jako Douglas Davenport Użyte supermoce: kinetyka molekularna (Marcus), laserowy wzrok (Marcus) |                                    |                             |                    |                            |                       |                      |         |
| 31 | Hole in One                        | Ot, dziura!                 | Victor Gonzalez    | Sib Ventress               | 1 lipca 2013          | 12 listopada 2013    | 217     |
| Donald kupuje obraz warty milion dolarów. Adam kicha na obraz i go niszczy. On wraz z resztą postanawiają namalować nowy tak, by wyglądał jak ten zniszczony. Wszystko idzie dobrze, dopóki FBI nie oskarża Donalda o zniszczenie obrazu. Gościnnie: Maile Flanagan jako pani Perry Epizodycznie: Laird Macintosh jako agent Ryker Użyte supermoce: kinetyka molekularna (Chase), skanujący wzrok (Chase), super szybkość (Bree) Usterki: laserowy wzrok (Adam) |                                    |                             |                    |                            |                       |                      |         |
| 32 | Trucked Out                        | Wielkie rzeczy              | Victor Gonzalez    | Hayes Jackson              | 8 lipca 2013          | 22 października 2013 | 220     |
| Adam dostaje prawo jazdy. Donald chce mu dać samochód, ale zamiast tego przysyłają im monster trucka. Tymczasem Tasha uczestniczy w wyborach i jak wygra to będzie często przebywała w szkole co nie podoba się Leo, który prosi Bree i Chase’a o pomoc. Gościnnie: Angel Parker jako Tasha Davenport, Maile Flanagan jako pani Perry Epizodycznie: Stuart Nixon jako sprzedawca samochodów Użyte supermoce: manipulacja głosem (Bree), |                                    |                             |                    |                            |                       |                      |         |
| 33 | The Bionic 500                     | Zachowujmy się jak dorośli  | Victor Gonzalez    | Julia Miranda              | 22 lipca 2013         | 19 listopada 2013    | 223     |
| Donald jest zmęczony swoim sąsiadem i postanawia rozwiązać konflikt przy pomocy wyścigu, jednak przez przypadek obstawia dom jako stawkę wyścigu. Problem pojawia się, wtedy gdy sąsiedzi wynajmują profesjonalnego kierowcę by się ścigał z Donaldem. Lecz kiedy Claringtonowie przekupują mechaników Davenportów by ci wolniej im naprawiali auto Adam, Bree i Chase postanawiają użyć super mocy. Gościnnie: Maile Flanagan jako pani Perry Epizodycznie: Craig Zimmerman jako Pierce Harrington, JT Neal jako Clayton Harrington Gość specjalny: Joey Logano jako on sam Użyte supermoce: super siła (Adam), super inteligencja (Chase), super szybkość (Bree) |                                    |                             |                    |                            |                       |                      |         |
| 34-35 | Bionic Showdown                    | Super wielka bitwa na moce  | Victor Gonzalez    | Chris Peterson Bryan Moore | 5 sierpnia 2013       | 26 listopada 2013    | 212 213 |
| Marcus i Douglas porywają Donalda i przetrzymują go w kryjówce w klatce siłowej. Gdy Adam, Bree i Chase się o tym dowiadują ruszają mu na ratunek. Ich także tam zamykają. Tam wychodzi na jaw, że Douglas jest bratem Donalda i to on jest prawdziwym ojcem Adama, Bree i Chase’a, a Marcus to android. Okazuje się, że przed laty Donald i Douglas wspólnie prowadzili Davenport Industries, ale kiedy Douglas wszczepił bioniczne chipy trójce dzieciaków i chciał je wykorzystać jako broń to Donald zabrał mu ich i wychował jak własne dzieci, a Douglas upozorował swoją śmierć. Gdy Leo dowiaduje się o porwaniu rusza im na ratunek razem z Edziem i całym arsenałem broni Davenporta. Marcus szybko pokonuje Leo. Wszyscy myślą, że go zabił. Wkrótce Douglas uaktywnia Bim-Bama dzięki, którym będzie mógł kontrolować Adama, Bree i Chase’a. Szczury i Donald wydostają się z klatki i niszczą komputer. Szczury stają do walki z Marcusem, a Donald walczy z Douglasem o przechodzi Leo w Egzoszkeletonie. Marcus szybko go powala. Donald wykorzystując chwilę niszczy pilota. Marcus chce zabić Leo piłami z palców. Nagle Adam odkrywa swoją nową supermoc - wybuchy energii i niszczy kryjówkę. Douglas ucieka. Szczury, Leo i Donald ostrzegają Marcusa przed spadającym sufitem, ale sufit na niego spada niszcząc Marcusa. W domu Szczury mówią Donaldowi, że tak naprawdę to on jest ich ojcem bo to on ich wychował. Gościnnie: Jeremy Kent Jackson jako Douglas Davenport, Mateus Ward jako Marcus Davenport, Will Forte jako Edzio Użyte supermoce: super siła (Adam, Marcus), super szybkość (Bree, Marcus), pole siłowe (Marcus), wybuchy energii (Marcus, Adam), lewitacja (Chase), piła w dłoniach (Marcus), laserowy wzrok (Marcus), elektrokineza (Marcus), plazmowe granaty (Marcus) Nota: W odcinku "Exoskeleton vs. Grandma" Donald wymyślił kłamstwo, że Adam, Bree i Chase są dziećmi jego brata, a on adoptował je po jego śmierci, gdyż wpadł do wulkanu. W tym odcinku okazuje się, iż to może być prawda, gdyż Adam, Bree i Chase naprawdę są dziećmi brata Donalda, który upozorował swoją śmierć. |                                    |                             |                    |                            |                       |                      |         |
| 36 | Memory Wipe                        | Bez pamięci                 | Victor Gonzalez    | Ron Rappaport              | 19 sierpnia 2013      | 3 grudnia 2013       | 219     |
| Leo, Adam, Bree i Chase zostają przyłapani przez Donalda gdy za późno wracają do domu. Postanawiają wykasować mu pamięć jednym z jego wynalazków jednak przez przypadek kasują mu 24 lata zamieniając go w nastolatka. Muszą to szybko odkręcić, gdyż Donald ma ważny występ w telewizji. Sprawy się komplikują jeszcze bardziej, gdy kasują mu jeszcze więcej pamięci zamieniając go w 4-latka. Gościnnie: Angel Parker jako Tasha Davenport Epizodycznie: Sarah Stiles jako przedstawicielka Białego Domu Użyte supermoce: laserowy wzrok (Adam), skaner (Chase) |                                    |                             |                    |                            |                       |                      |         |
| 37 | Avalanche!                         | Lawina!                     | Victor Gonzalez    | Mark Brazill               | 16 września 2013      | 10 grudnia 2013      | 214     |
| Donald tworzy zamrażacz i wysyła Adama, Bree i Chase’a po paliwo do jego wynalazku na Antarktydę. Okazuje się jednak, że Antarktydę napada niezwykle silny sztorm i odwołuje misję. Mimo tego Chase wyrusza wykonać zadanie i zostaje zasypany śniegiem. Ratuje go Douglas, ale chce przeciągnąć Chase’a na złą stronę. Tymczasem Leo zamraża Janelle tym wynalazkiem. Gościnnie: Angel Parker jako Tasha Davenport, Madison Pettis jako Janelle, Jeremy Kent Jackson jako Douglas Davenport Użyte supermoce: super szybkość (Bree) |                                    |                             |                    |                            |                       |                      |         |
| 38 | Adam Up                            | Adamowo                     | Victor Gonzalez    | Greg Schaffer              | 23 września 2013      | 17 grudnia 2013      | 218     |
| Adam, Bree i Chase muszą ukończyć szkolenie, ale Adam i Leo chcą razem spędzić wolny czas na zabawie. Edzio wpada więc na pomysł, by wykorzystać powielacz komórkowy i zdublować Adama. Jednak klony Adama stwarzają coraz więcej klonów. Tymczasem Bree i Chase mają się opiekować siostrzenicą pani Perry - Kerry Gościnnie: Maile Flanagan jako pani Perry, Will Forte jako Edzio, Grace Kaufman jako Kerry Perry Nieobecny: Hal Sparks jako Donald Davenport Użyte supermoce: super siła (Adam) |                                    |                             |                    |                            |                       |                      |         |
| 39 | Llama Drama                        | To ci lama                  | Guy Distad         | Ken Blankstein             | 30 września 2013      | 24 grudnia 2013      | 216     |
| Kiedy kostium szkolnej maskotki zostaje skradziony przez przeciwną drużynę, Adam mści się na nich, kradnąc ich maskotkę, lamę. Kiedy Chase i Adam próbują oddać zwierzę odkrywają, że lama połknęła setki mechanicznych nanobotów Davenporta i zyskuje niezwykłe umiejętności. Tymczasem w szkole organizowany jest konkurs na najlepszą budowle z domina. Leo i Bree startują razem z Caitlin, ale ta się za bardzo rządzi, więc Leo i Bree konkurują z nią. Gościnnie: Maile Flanagan jako pani Perry, Michaela Carrozo jako Caitlin Nieobecny: Hal Sparks jako Donald Davenport Użyte supermoce: rentgen (Chase), mikroskop (Chase), super szybkość (Bree), kinetyka molekularna (Chase) |                                    |                             |                    |                            |                       |                      |         |
| 40 | The Haunting of Mission Creek High | Nawiedzona szkoła           | Jody Margolin Hahn | Ken Blankstein             | 14 paźdeziernika 2013 | 1 marca 2014         | 209     |
| Gdy Trent zaczyna mówić o legendarnym duchu ukrywającym się w szkole Leo zaciąga Adama i Chase’a by nabrali go dzięki ich mocom, jednak wkrótce chłopaki zaczynają wierzyć, że duch naprawdę istnieje. W międzyczasie Owen i Bree skaczą sobie do gardeł, gdyż mają całkiem inne pomysły do urządzenia balu Gościnnie: Maile Flanagan jako pani Perry, Eddie Perino jako Trent, Ben Stillwell jako Owen, Elizabeth Margaret Beatrice jako pani Thistle Epizodyczna: Ken Dickason jako duch Kacper Nieobecny: Hal Sparks jako Donald Davenport Użyte supermoce: kinetyka molekularna (Chase), super szybkość (Bree), super siła (Adam) |                                    |                             |                    |                            |                       |                      |         |
| 41 | Perry 2.0                          | -                           | David DeLuise      | Julia Miarnda              | 11 listopada2013      | 8 marca 2014         | 215     |
| Chase i Leo są zdruzgotani tym, ze każda szkoła ma nowoczesne technologie tylko nie ich. Donald postanawia uszczęśliwić uczniów zaczynając od tabletów itp. Jednak problem staje się, gdy donald na polecenie Pani Perry tworzy jej robotyczną wersje, która jest jeszcze gorsza od poprzedniej. Wtedy uczniowie zaczynają nienawidzić Chase’a i Leo, więc chłopaki przeprogramowują Robo Perry, jednak popełniają błąd, gdyż Robo Perry jest jeszcze gorsza. Tymczasem Adam próbuje udowodnić Bree, że ich nowy kolega to tajny szpieg. Gościnnie: Maile Flanagan jako pani Perry/Robo Perry Epizodycznie: Matthew J. Evans jako Wowa Użyte supermoce: super siła (Adam), super inteligencja (Chase), naukowa wizja (Chase) |                                    |                             |                    |                            |                       |                      |         |
| 42 | My Little Brother                  | Malutki braciszek           | Victor Gonzalez    | Jason Dorris               | 18 listopada 2013     | 15 marca 2014        | 225     |
| Chase nieumyślnie zmniejsza Adama do wysokości dwóch centymetrów, jest śmiesznie dopóki Adam nie ląduje na talerzu Pani Perry. Tymczasem Bree przez jeden dzień kontroluje szkołę. Gościnnie: Maile Flanagan jako pani Perry Epizodycznie: Peggy Miley jako matka Perry Nieobecny: Hal Sparks jako Donald Davenport Użyte supermoce: super siła (Adam) |                                    |                             |                    |                            |                       |                      |         |
| 43 | Prank You Very Much                | Nie ma jak dobry żart       | Victor Gonzalez    | Ken Blankenstein           | 25 listopada 2013     | 29 marca 2014        | 222     |
| Adam i Chase ciągle robią Bree głupie żarty, wie c ta postanawia się zemścić, jednak każde jej próba jest porażką. Jednak gdy kolejny żart Adama i Chase’a obraca się na Tashę, ta postanawia pomóc Bree się zemścić. Tymczasem do Davenportów przyjeżdża babcia, ale ciągle przeszkadza Leo gdy ten jest z Janelle. Gościnnie: Angel Parker jako Tasha Davenport, Madison Pettis jako Janelle, Telma Hopkins jako Rose Dooley Użyte supermoce: super szybkość (Bree) |                                    |                             |                    |                            |                       |                      |         |
| 44 | Twas the Mission Before Christmas  | Świąteczna misja świąteczna | Guy Distad         | Mark Brazill               | 2 grudnia 2013        | 22 marca 2014        | 224     |
| Nadchodzą święta. Adam, Bree i Chase nagle muszą lecieć na misje pośrodku tundry, by uratować z tajnego ośrodka Dr. Evansa przez wybuchającym wulkanem. Podczas misji przez przypadek zostaje uszkodzona kula z bardzo niebezpieczną i nie stabilną energią. Tymczasem pani Perry psuje Leo, Tashy i Donaldowi święta, gdy nagle przychodzi im z wizytą, gdyż złapała gumę w aucie. Gościnnie: Angel Parker jako Tasha Davenport, Maile Flanagan jako pani Perry Epizodycznie: Noah Wyle jako dr Evans Użyte supermoce: pole siłowe (Chase), super szybkość (Bree), laserowy wzrok (Adam) |                                    |                             |                    |                            |                       |                      |         |
| 45 | Trent Gets Schooled                | Trent dostaje po łapkach    | Victor Gonzalez    | Jessica Gao                | 6 stycznia 2014       | 5 kwietnia 2014      | 221     |
| Leo i Chase chcą by Trent wreszcie skończył szkołę i przestał wreszcie się nad nimi pastwić, więc postanawiają pomóc mu zdać egzamin. Sprawy się komplikują, gdy Trent go zdaje, ale zostaje nauczycielem WF. Tymczasem Bree chce zrobić sobie lepsze zdjęcie do szkolnego albumu, ale przez Adama zaczynają jej szybko rosnąć włosy. Gościnnie: Eddie Perino jako Trent, Maile Flanagan jako pani Perry Użyte supermoce: super szybkość (Bree), laserowy wzrok (Adam) |                                    |                             |                    |                            |                       |                      |         |
| 46 | No Going Back                      | Koniec świata               | Victor Gonzalez    | Chris Peterson Bryan Moore | 13 stycznia 2014      | 12 kwietnia 2014     | 226     |
| Szczury muszą ujawnić swoje bioniczne moce Pani Perry, gdy ta jest w niebezpieczeństwie. Pani Perry przestraszona chce wezwać FBI, ale jednak tego nie robi by wymusić na Davenportach pieniądze. Okazuje się, że Davenport stracił wszystkie pieniądze. Razem z Leo chcą dowiedzieć się czyja to była sprawka. Gdy Agent FBI przychodzi do nich wyjaśnić sprawę pieniędzy Adam, Bree i Chase myślą, że agenci przyszli po nich i uciekają. Okazuje się, że Douglasa uwolnił z lodu zamaskowany człowiek z super mocami i teraz snują zemstę. Douglas wysadza laboratorium, gdy jest tam Leo i Donald. Udaje im się w ostatniej chwili uciec, ale zostają uwięzieni w windzie. Gościnnie: Angel Parker jako Tasha Davenport, Maile Flanagan jako Tasha Davenport, Will Forte jako Edzio, Jeremy Kent Jackson jako Douglas Davenport, Graham Shiels jako zamaskowany człowiek Epizodycznie: Ben Cornish jako agent FBI, Jeff Doucette jako przedstawiciel Banku Użyte supermoce: super szybkość (Bree, zamaskowany człowiek), wybuchy energii (Adam), laserowy wzrok (Adam), kinetyka molekularna (Chase), super siła (zamaskowany człowiek) |                                    |                             |                    |                            |                       |                      |         |

### Sezon 3: 2014-15
Dnia 26 lipca 2013 roku został oficjalnie ogłoszony 3 sezon serialu. Filmowanie rozpoczęło się we wrześniu tego samego roku, a zakończyło w kwietniu 2014 roku.
- Sezon zawiera 26 odcinków.
- Wszyscy główni bohaterowie są obecni we wszystkich odcinkach.

| 47-48 | Sink or Swim The Man Behind the Mask (część 2)                             | Życie to nie bajka                   | Victor Gonzales | Chris Peterson Bryan Moore Hayes Jackson | 17 lutego 2014       | 13 września 2014     | 301 302 |
| Po tym jak Adam, Bree i Chase uciekli od Donalda, trafiają na statek. Tam zostają przyłapani przez załogę pokładu, która postanawia wydać ich straży przybrzeżnej. W międzyczasie okazuje się, że w pobliżu łódź podwodna ma wypadek. Rodzeństwo ratuje ją i jej załogę. W ostatniej chwili, gdy rodzeństwo ma walczyć z załogą statku, Douglas w cyber-masce przybywa, żeby ich uratować. Porywa ich. Tymczasem Donald i Leo wydostają się z windy i szukają miejsca, gdzie mogą spać. Na ich szczęście pani Perry pozwala im nocować w szkole. Douglas więzi Adama, Bree i Chase’a w swojej kryjówce i ujawnia, że jego nowy partner to bioniczny miliarder imieniem Victor Krane, który chce zniszczyć szczury. Rodzeństwu udaje się uciec. Tymczasem Donald, Tasha i Leo wracają do domu. Po chwili do mieszkania wraca bioniczne rodzeństwo. Douglas, aktywując Bim-Bama, kontroluje Adama, Bree i Chase’a i każe im zniszczyć Donalda, Leo i Tashę. Gościnie: Angel Parker jako Tasha Davenport, Maile Flanagan jako pani Perry, Jeremy Kent Jackson jako Douglas Davenport, Graham Shiels jako Victor Krane Epizodycznie: Casey Sander jako kapitan Użyte supermoce: super szybkość (Bree), super siła (Adam), oddychanie pod wodą (Adam), elektrokineza (Krane), pole siłowe (Chase), laserowy wzrok (Adam), tryb ogólnodowodzący (Chase), sonarna wizja (Chase), kamera w oczach (Chase) |                                                                            |                                      |                 |                                          |                      |                      |         |
| 49 | The Jet-Wing                                                               | Tata lata                            | Victor Gonzalez | Ron Rappaport                            | 24 lutego 2014       | 20 września 2014     | 303     |
| Davenport stara się zebrać pieniądze na nowe laboratorium, próbując wyczynów grożących śmiercią. Tymczasem pani Perry korzysta z super mocy Adama i Bree, co doprowadza do usterek. Gościnnie: Angel Parker jako Tasha Davenport, Maile Flanagan jako pani Perry Użyte supermoce: super szybkość (Bree), magnetyzm (Chase), super siła (Adam) Usterki: plazmowe granaty (Adam), niekontrolowana super szybkość (Bree) |                                                                            |                                      |                 |                                          |                      |                      |         |
| 50 | Mission: Mission Creek High                                                | Misja: Perry Perry                   | Guy Distad      | Julia Miranda                            | 3 marca 2014         | 27 września 2014     | 304     |
| Skoro pani Perry wie już o super mocach Adama, Bree i Chase’a, chce też pójść na jedną z ich misji. Jednak rodzeństwo nie jest pewne, dlatego postanawia zabrać ją na zmyśloną misję. W efekcie pani Perry aktywuje rakietę Davenporta, która leci prosto na szkołę. Tymczasem Janelle myśli, że spotkania z Leo przynoszą jej pecha, jednak Dooley próbuje jej udowodnić, że to tylko zbieg okoliczności. Gościnnie: Maile Flanagan jako pani Perry, Madison Pettis jako Janelle, Will Forte jako Edzio Użyte supermoce: super szybkość (Bree), super siła (Adam) |                                                                            |                                      |                 |                                          |                      |                      |         |
| 51 | Zip It                                                                     | Tyrolcia                             | Guy Distad      | Greg Schaffer                            | 10 marca 2014        | 11 października 2014 | 305     |
| Caitlin załatwia Bree pracę w supermarkecie - Technikowo, by ta mogła odizolować się od braci. Sprawy się jednak kompliukują, gdy także Chase dostaje tam pracę, a ponadto ich szef Scoot traktuje go lepiej niż innych pracowników. W międzyczasie Tasha wyjeżdża do matki, więc pod jej nieobecność Leo, Adam i Donald budują w domu tyrolcie. Gościnnie: Angel Parker jako Tasha Davenport, Dustin Ingram jako Scoot, Michaela Carrozo jako Caitlin Użyte supermoce: super szybkość (Bree), kinetyka molekularna (Chase) |                                                                            |                                      |                 |                                          |                      |                      |         |
| 52 | Not So Smart Phone                                                         | Nie taki znowu smartphone            | Victor Gonzalez | Ken Blankenstein                         | 24 marca 2014        | 18 października 2014 | 306     |
| Chase i Adam przypadkowo gubią komórkę, na której nagrane zostały filmy z użyciem ich supermocy. Chase domyśla się, że mógł zostawić telefon w Technikowie. Za wszelką cenę chcą znaleźć zaginiony telefon, ale sprawy się komplikują, gdy okazuje się, że w sklepie jest wyprzedaż takich samych spartphonów, więc Adam i Chase muszą przeszukać wszystkie telefony. W międzyczasie Donald stara się kupić w technikowie nowy telefon dla Tashy. Tymczasem pani Perry ogłasza, że skoro ma pieniądze za milczenie nie będzie pracowała w szkole. Leo i Bree są podekscytowani tym faktem, dopóki nie dowiadują się, że nowym dyrektorem ma być Trent. Chcą zrobić wszystko by Perry wróciła. Gościnnie: Maile Flanagan jako pani Perry, Dustin Ingram jako Scoot, Eddie Perino jako Trent, Michaela Carrozo jako Caitlin Użyte supermoce: super siła (Adam), kinetyka molekularna (Chase), wybuchy energii (Adam) |                                                                            |                                      |                 |                                          |                      |                      |         |
| 53 | Scramble the Orbs                                                          | Zidentyfikowane kule latające        | Guy Distad      | Karen Jacobs                             | 7 kwietnia 2014      | 25 października 2014 | 307     |
| Leo jest podekscytowany tworzeniem technologii i tworzy kule obronne, które mają chronić rodzinę, ale nie potrafią odróżnić przyjaciela od wroga, przez co sprawiają problemy. Tymczasem Chase rywalizuje ze Scottem w konkursie na stworzenie własnej aplikacji. Chłopak wykrada technologię Davenporta, tworząc Cheddy’ego. W tym samym czasie Adam i Janelle grają w szkolnej sztuce. Gościnnie: Will Forte jako Edzio/Cheddy, Angel Parker jako Tasha Davenport, Madison Pettis jako Janelle, Dustin Ingram jako Scoot, Eddie Perino jako Trent |                                                                            |                                      |                 |                                          |                      |                      |         |
| 54 | Principal from Another Planet                                              | Dyrekcja z innej planety             | Victor Gonzalez | Mark Brazill                             | 14 kwietnia 2014     | 28 lutego 2015       | 316     |
| Leo jest zdeterminowany, aby nagrać dziwne zdarzenie, które jego zdaniem ma nastąpić podczas zaćmienia księżyca. Davenport jest sceptycznie nastawiony do tego pomysłu, dopóki nie okazuje się, że obca forma życia przejęła kontrolę nad ciałem pani Perry. Wkrótce Perry pod kontrolą kosmity porywa Leo, więc Adam, Bree, Chase i Donald chcą go uratować. Gościnnie: Maile Flanagan jako pani Perry Użyte supermoce: laserowy wzrok (Adam) |                                                                            |                                      |                 |                                          |                      |                      |         |
| 55 | Taken                                                                      | Porwani                              | Victor Gonzalez | Mark Brazill                             | 21 kwietnia 2014     | 1 listopada 2014     | 308     |
| Douglas ostrzega Donalda przed Krane’em. Ten mu nie wierzy. Wkrótce Donald na wszelki wypadek instaluje w labie Daven-Walla, by szczury były bezpieczne, ale Krane porywa Tashe i Leo i chce by szczury przyszły do niego. Donald nie chce do tego dopuścić, więc sam idzie ratować Tashe i Leo. Victor Krane pokonuje go. Szczury za wszelką cenę chcą wyjść z labu, a kiedy im się udaje zdezaktywować Daven-Walla Krane idzie z nimi walczyć. Gdy Krane prawie pokonuje Adama, Bree i Chase’a Douglas przybywa i strzela w niego z broni. Krane wściekły na Douglasa chce go zabić, ale Chase ostatecznie go ratuje. Gościnnie: Angel Parker jako Tasha Davenport, Jeremy Kent Jackson jako Douglas Davenport, Graham Shiels jako Victor Krane Użyte supermoce: super szybkość (Bree), teleportacja (Krane), absorbowanie energii (Krane), kinetyka molekularna (Krane), pole siłowe (Chase), laserowy wzrok (Adam), elektrokineza (Krane), super skoczność (Krane, Adam), pyrokineza (Krane) |                                                                            |                                      |                 |                                          |                      |                      |         |
| 56 | Three Minus Bree                                                           | Trójka minus Bree                    | Victor Gonzalez | Julia Miranda                            | 30 czerwca 2014      | 8 listopada 2014     | 309     |
| Bree chce studiować przez semestr w liceum za granicą, a Davenport nie pozwala jej wyjechać. Jednak kiedy Donald nie pozwala iść Bree na imprezę ta niszczy swój chip, tracąc super moce. W tym samym czasie, gdy Tasha jest chora, Leo "testuje" na niej swój nowy wynalazek. Rzecz jednak nie sprawdza się i po jakimś czasie do ciała Tashy trafia Edek. Gościnnie: Angel Parker jako Tasha Davenport, Will Forte jako Edzio Użyte supermoce: super szybkość (Bree) |                                                                            |                                      |                 |                                          |                      |                      |         |
| 57 | Which Father Knows Best?                                                   | Ojciec jest tylko jeden              | Guy Distad      | Kenny Byerly                             | 7 lipca 2014         | 15 listopada 2014    | 310     |
| Donald ma problemy z naprawieniem bionicznego chipa Bree, więc Leo za jego plecami prosi o pomoc Douglasa. Gdy Douglas wszczepia nowy chip Bree ten okazuje się być uszkodzony co powoduje usterki, przez które Bree nie morze przestać biegać. Douglas i Leo łapią ją w lep na muchy i starają się zrobić coś by Bree przestała biegać bo gdy chip będzie używany ci nie będą mogli go wyjąć i naprawić. Wkrótce przychodzi Donald, który łączy swoje siły z Douglasem by móc naprawić chip Bree, a jeśli im się nie uda to Bree może umrzeć z wysiłku. Wkrótce im się to udaje, lecz Donald wyrzuca Douglasa z domu. Tymczasem Adam i Chase na wszelkie sposoby starają się zastąpić szybkość Bree. Później dzieciaki przekonują Donalda, że każdy zasługuje na drugą szansę, więc ten stara się odszukać brata i dać mu szansę. Gościnnie: Jeremy Kent Jackson jako Douglas Davenport Epizodycznie: Marnie Crossen jako Myrtle, Sandy Martin jako Greta Użyte supermoce: super szybkość (Bree) Usterki: nowy chip #1 (Bree), nowy chip #2 (Bree), niekontrolowana super szybkość (Bree) |                                                                            |                                      |                 |                                          |                      |                      |         |
| 58 | Cyborg Shark Attack                                                        | Sztuczne szczęki                     | Victor Gonzalez | Greg Schaffer                            | 18 lipca 2014        | 22 listopada 2014    | 313     |
| Adam, Chase i Leo idą na horror o rekinach do kina. Leo potwornie boi się rekinów więc cały seans krzyczy. W szkole Janelle i inni uczniowie nie wiedzą kto krzyczał w kinie, ale się z niego śmieją. Leo chcąc wyjść na bohatera mówi, że to Adam i Chase krzyczeli. Bracia chcą się zemścić na Leo. Kiedy Leo i Janelle oglądają ten sam film w salonie u Leo, Adam i Chase postanawiają wystraszyć go robotycznym rekinem Davenporta, ale rekin dzięki swojej sztucznej inteligencji więzi Adama, Chase’a, Leo i Janelle w salonie. Tymczasem pani Perry chce się dostać do klubu golfowego, więc mówi, że Donald to jej mąż, a Bree córka. Gościnnie: Maile Flanagan jako pani Perry, Madison Pettis jako Janelle Epizodycznie: Margaret Easley jako Regina Użyte supermoce: super szybkość (Bree) |                                                                            |                                      |                 |                                          |                      |                      |         |
| 59-60 | You Posted What?!?                                                         | Kto wrzucił ten film?                | Victor Gonzalez | Hayes Jackson Ken Blankstein             | 28 lipca 2014        | 7 lutego 2015        | 314 315 |
| Dzięki pechowemu filmikowi cały świat dowiaduje się o tym, że Adam, Bree i Chase posiadają supermoce. Rząd pragnie zabrać rodzeństwo Donaldowi. Dom zostaje opanowany przez rząd. Douglas i Leo chcą się dowiedzieć kto jest odpowiedzialny za wrzucenie tego filmiku do sieci. Gdy dowiadują się, że to jakaś dziewczyna podejrzewają Krane’a w cyber masce. Chcą się ukryć w szkole przed agentami FBI. Przychodzi tam Krane i jego bioniczna pomocniczka S-1. Krane powala pania Perry i Douglasa, a S-1 łapie Leo w siłową klatkę i zwala na jego rękę sufit. Następnie Leo zostaje przewieziony do szpitala. Przychodzi tam Tasha. Tam okazuje się, że znikł bez śladu. Adam, Bree, Chase i Donald chcą wiedzieć co się dzieje z Leo, a kiedy przyjeżdża auto przy przewieść Szczury, Adam używa wybuchów energii i powala agentów. Szczury i Donald uciekają. Gdy dowiadują się, że Leo zniknął podejrzewają Krane’a. W starej kryjówce Krane’a Leo leży przywiązany do leżaka. Myśli, że Krane go porwał. Tam okazuje się, że Douglas dał mu super moce w jego zmiażdżone ramię. Naglę nadchodzą S-1 i Krane i mimo tego, że Leo ma super moce i tak go powalają z łatwością. Przychodzą tam Szczury i Donald, którzy zaczynają walkę z Krane’em i S-1. Bree walczy z S-1, a Adam i Chase z Victorem. Nagle gdy Krane chce zniszczyć Adama i Chase’a Leo używa super mocy i go powala. Bree wykorzystując chwilę pokonuje S-1. Nagle przychodzą agenci rządowi i chcą aresztować Szczury. Douglas mówi im, że Krane i S-1 są źli. Nagle Krane wstaje i chcę zabić agenta Grahama. Bree dzięki super szybkości ratuje go, a Adam powala Krane’a laserami w oczach. Graham dostrzega, ze Szczury pomagają ludzi. W końcu świat akceptuje szczury, ale Graham chce by pracowali dla niego. Pod koniec Krane i S-1 są w klatce. Krane mówi jej, że wydostaną się i zemszczą się dzięki jego bionicznej armii. Gościnnie: Jeremy Kent Jackson jako Douglas Davenport, Angel Parker jako Tasha Davenport, Maile Flanagan jako pani Perry, Graham Shiels jako Victor Krane, Ashley Argota jako S-1, Ben Bode jako agent Graham Użyte supermoce: super szybkość (Bree, S-1), laserowy wzrok (Adam), pole siłowe (Chase), super siła (S-1, Leo), laserowe kule (Leo), kinetyka molekularna (Chase, Krane, S-1), siłowa klatka (S-1), elektrokineza (Krane), wybuchy energii (Adam, S-1), termokineza (S-1), wizja ciepła (Chase), pyrokineza (Krane) |                                                                            |                                      |                 |                                          |                      |                      |         |
| 61 | Armed & Dangerous                                                          | Uzbrojeni i uroczy                   | Victor Gonzalez | Julia Miranda                            | 29 września 2014     | 14 lutego 2015       | 318     |
| Leo nie może się oprzeć, aby pokazać Janelle swoje nowe bioniczne ramię, ale szybko wymyka się spod kontroli. Agent Graham promuje Adama, Bree i Chase’a jako bioniczne gwiazdy, przez co dzieciaki zaniedbują misje. Rodzeństwo postanawia wrócić do Donalda i dalej ratować świat. Gościnnie: Madison Pettis jako Janelle, Jeremy Kent Jackson jako Douglas Davenport, Ben Bode jako agent Graham, John Eric Bently jako Prezydent Użyte supermoce: super siła (Leo), laserowe kule (Leo), super podmuch (Adam), super szybkość (Bree), kinetyka molekularna (Chase) |                                                                            |                                      |                 |                                          |                      |                      |         |
| 62 | Alien Gladiators                                                           | Kosmiczni gladiatorzy                | Guy Distad      | Ron Rappaport                            | 13 października 2014 | 21 lutego 2014       | 311     |
| Leo i Donald konkurują w walce na zjeździe fanów serialu "Kosmiczni gladiatorzy", gdzie można wygrać rolę w filmie u boku znanego baseballisty, Andre Ethiera. Zostają w finale z zamaskowanym wojownikiem. W końcu Leo pokonuje Donalda. Okazuje się, że zamaskowany wojownik to pani Perry i Donald postanawia pomóc Leo wygrać będąc przekonanym, że pani Perry nie będzie walczyć uczciwie. Tymczasem Adam, Bree i Chase stoją w kolejce by spotkać się z Andre. Wpuszczają Caitlin do kolejki, ale kiedy się okazuje, że ona będzie ostatnia a kolejka za nią się zamyka Adam, Bree i Chase zaczynają walczyć z nią o miejsce co skutkuje zamknięciem ich czworo w celi. Gościnnie: Maile Flanagan jako pani Perry, Michaela Carrozzo jako Caitlin Epizodyczna: Cameron Britton jako ochroniarz Goście specjalni: Karan Brar jako Kal Zar, Andre Ethier jako on sam Użyte supermoce: kinetyka molekularna (Chase) |                                                                            |                                      |                 |                                          |                      |                      |         |
| 63 | Brother Battle                                                             | Wojna braci                          | Hal Sparks      | Jason Dorris                             | 20 października 2014 | 29 listopada 2014    | 312     |
| Chase jest zdenerwowany, gdy Adam ciągle się na nim znęca. Douglas postanawia dać mu nową supermoc by miał przewagę nad Adamem. Chase szybko pokonuje Adama dzięki nowej mocy. Kiedy jednak Donald się o tym dowiaduje jest wściekły na Douglasa, więc ten postanawia dać nową supermoc Adamowi by ten znów miał przewagę nad Chase’em. Tymczasem Bree mówi Leo o konkursie w Technikowie, w którym można wygrać przejażdżkę rollercoasterem ze sławnym wynalazcą. Gdy Perry się dowiaduje o konkursie postanawia zrobić wszystko by Leo nie wygrał. Gościnnie: Jeremy Kent Jackson jako Douglas Davenport, Maile Flanagan jako pani Perry, Dustin Ingram jako Scoot Użyte supermoce: super siła (Adam), super podmuch (Adam), laser bo (Chase), niewidzialność (Bree) |                                                                            |                                      |                 |                                          |                      |                      |         |
| 64 | Spike Fright                                                               | Spike atakuje                        | Guy Distad      | Ken Blankenstein                         | 24 października 2014 | 7 marca 2014         | 319     |
| Kiedy Chase umawia się z nową dziewczyną na wspólne robienie projektu, Adam w zazdrości sabotuje ich randkę przekształcając Chase’a w Brutala. Tymczasem Bree i Leo podejrzewają panią Perry o zamordowanie kucharza z kafeterii. Przerażeni proszą o pomoc Donalda. Gościnnie: Maile Flanagan jako pani Perry Epizodyczna: Ashlee Fuss jako Sabrina Użyte supermoce: laserowy wzrok (Adam), super siła (Leo) Usterki: Tryb machopodobny (Chase) |                                                                            |                                      |                 |                                          |                      |                      |         |
| 65 | Face Off                                                                   | W cudzej skórze                      | Guy Distad      | Julia Miranda                            | 17 listopada 2014    | 14 marca 2014        | 317     |
| Kiedy Adam robi wstyd Bree przed chłopakiem, z którym chciała iść na tańce ta postanawia się zemścić. Używa ona cyber-maski i zamienia się w Perry i karze Adama za wybryk w szkole. Kiedy są w domu Bree mówi Adamowi o żarcie. Ten jest podekscytowany dobrym żartem Bree, ale problem wynika, gdy maska się psuje i Bree utyka w ciele pani Perry. Sprawy się komplikują jeszcze bardziej, gdy przychodzi Jake. Bree prosi Chase’a by dzięki cyber-masce zamienił się w nią i poszedł na bal. Chase niechętnie się zgadza. Kłopot wynika, gdy na balu pojawia się prawdziwa Perry. Tymczasem Douglas i Leo walczą o to by być Wiceprezydentem Davenport Industries. Gościnnie: Jeremy Kent Jackson jako Douglas Davenport, Maile Flanagan jako pani Perry Epizodycznie: Cody Griffin jako Jake Chambers Użyte supermoce: super szybkość (Bree) |                                                                            |                                      |                 |                                          |                      |                      |         |
| 66 | Merry Glitchmas                                                            | Świąteczna demolka                   | Guy Distad      | Ron Rappaport                            | 1 grudnia 2014       | 21 marca 2014        | 320     |
| Adam, Bree i Chase spostrzegają, że zrobione przez nich zabawki świąteczne są na drugim miejscu oczekiwanych zabawek dodać swoim zabawkom bionikę. Wkrótce spostrzegają, że zabawki z bioniką są zbyt niebezpieczne dla dzieci więc chcą je wyrzucić, ale Tasha przez przypadek zabiera je by dać je dzieciom. Tymczasem Donald i Leo rzucają się śnieżkami w domu, lecz kiedy wchodzi Rose Dooley, Leo przez przypadek używa bioniki. Rose widząc, że Leo także ma bioniczne moce nazywa Donalda złym ojcem. Wkrótce jednak przekonuje się do Donalda. Gościnnie: Telma Hopkins jako Rose Dooley, Angel Parker jako Tasha Davenport Użyte supermoce: super siła (Leo), laserowy wzrok (Adam), super szybkość (Bree) |                                                                            |                                      |                 |                                          |                      |                      |         |
| 67-68 | Rise of the Secret Soldiers Mission: Fail (część 1) Forces Unite (część 2) | W jedności siła                      | Victor Gonzales | Chris Peterson Bryan Moore Hayes Jackson | 26 stycznia 2015     | 18 kwietnia 2015     | 321 322 |
| Adam, Bree i Chase są coraz bardziej sławni. Wkrótce mają na żywo dać audycje z ich misji, jednak przez sławę zaczynają się kłócić i zawalają misję, czego skutkiem jest brak prądu w Ameryce. Przed ich domem zbiera się tłum wściekłych mieszkańców i żądają by Davenportowie wynieśli się z miasta. Leo próbując ich przegonić przez przypadek używa bionicznego ramienia. Adam by uratować Leo z rąk mieszkańców używa super podmuchu, w efekcie czego kilku z protestujących trafia do szpitala. Adam, Bree i Chase kłócą się w efekcie czego rozwiązują zespół. Wkrótce okazuje się, że Krane zamontował Trittona innym dzieciakom i zdradza, że zamierza dzięki satelicie włączyć Trittona wszystkim ludziom na całym świecie. Douglas odblokowuje Leo nową supermoc, a Donald podkręca supermoce Adamowi, Bree i Chase’owi. Adam, Bree, Chase, Leo, Donald i Douglas idą walczyć z Kranem. Adam i Bree idą walczyć z bionicznymi żołnierzami, Leo walczy z S-1, Chase z S-3, a Donald i Douglas z Kranem. Leo pokonuje S-1, dzięki nowej supermocy. Bree i Adam także pokonują bionicznych żołnierzy, a Chase pokonuje S-3. Wkrótce Donald i Douglas prawie rozwalają satelitę, ale Krane rani Donalda. Douglas mówi Adamowi, Bree i Chase’owi, że mogą jeszcze pokonać Krane’a, gdy połączą swoje supermoce. Niestety proces ten jest bardzo ryzykowny i szczury mogą nawet przez to zginąć, lecz mimo tego chcą ratować świat. Idą do Krane’a, który jest już bliski przejęcia władzy nad światem. Szczury aktywują swoją ogromną moc i w ostatniej chwili udaje im się pokonać Krane’a na dobre. Tritton się wyłącza. Pod koniec odcinka okazuje się, że Donald jest w ciężkim stanie. Gościnnie: Maile Flanagan jako pani Perry, Jeremy Kent Jackson jako Douglas Davenport, Graham Shiels jako Victor Krane, Ashley Argota jako S-1, Cole Ewing jako S-3, John Eric Bentley jako Prezydent Epizodycznie: Siobhan Cook jako protestująca Użyte supermoce: kinetyka molekularna (Chase), laserowe kule (Leo), transmitowanie energii (Leo), super szybkość (Bree, S-3, bioniczni żołnierze), teleportacja (Krane, bioniczni żołnierze), laser bo (Chase), laserowe widły (S-3), elektrokineza (Krane), super podmuch (Adam), tryb ogólnodowodzący (Chase), pyrokineza (Krane, S-1), bioniczny GPS (Chase) |                                                                            |                                      |                 |                                          |                      |                      |         |
| 69 | Bionic Houseparty                                                          | Bioniczna domówka                    | Guy Distad      | Mark Brazill                             | 2 lutego 2015        | 25 kwietnia 2015     | 323     |
| Donald jest w stanie krytycznym. Leo by go ratować próbuje niebezpiecznego bionicznego eksperymentu. Tymczasem gdy bioniczni żołnierze nie są już pod kontrolą Krane’a nie mają gdzie pójść, więc Adam zaprasza ich do domu. Leo ratuje Donalda, ale to jego życie jest teraz zagrożone, gdy przez pomoc Donaldowi Leo zaczyna się starzeć. Wkrótce Bioniczni żołnierze ratują mu życie. Donald wkrótce buduje Davenport Bionic Academy. Gościnnie: Cole Ewing jako Sebastian, Angel Parker jako Tasha Davenport, John Eric Bentley jako Prezydent Epizodycznie: Nicole Pettis jako agent Reed Użyte supermoce: transmitowanie energii (Leo, S-3, bioniczni żołnierze), teleportacja (S-3, bioniczni żołnierze), kinetyka molekularna (bioniczni żołnierze), laserowe widły (S-3) |                                                                            |                                      |                 |                                          |                      |                      |         |
| 70 | First Day of Bionic Academy                                                | Pierwszy dzień w Bionicznej Akademii | Guy Distad      | Chris Peterson Bryan Moore               | 3 lutego 2015        | 2 maja 2015          | 324     |
| Leo dowiaduje się, że będzie uczniem Bionicznej Akademii, a nie mentorem jak Adam, Bree i Chase. Postanawia przekonać Donalda by był mentorem, lecz prawie zatapia wyspę. Tymczasem Adam zaprzyjaźnia się z Bobem, a Chase i Sebastian się kłócą, gdyż mają całkiem odmienne zdania na temat prowadzenia lekcji. Gościnnie: Cole Ewing jako Sebastian, Max Charles jako Spin, Brandon Salgado-Talis jako Bob Użyte supermoce: super siła (Bob, Leo), lewitacja (Bob), kinetyka molekularna (Chase, Sebastian, bioniczni żołnierze), laserowe kule (Leo), super wirowanie (Spin) |                                                                            |                                      |                 |                                          |                      |                      |         |
| 71 | Adam Steps Up                                                              | Adam wkracza do akcji                | Guy Distad      | Ernie Bustamante                         | 4 lutego 2015        | 9 maja 2015          | 325     |
| Davenport jedzie do domu by spędzić urodziny z Tashą. Zostwia bioniczną akademię pod opieką Adama, Bree i Chase’a. Tymczasem Janelle przybywa na wyspę by odwiedzić Leo. Wkrótce jednak podczas sparingu Spina i Leo Spin symuluje ból nogi, który rzekomo wyrządził mu Leo by Janelle się nim zajmowała. Gościnnie: Madison Pettis jako Janelle, Cole Ewing jako Sebastian, Brandon Salgado-Talis jako Bob, Max Charles jako Spin Użyte supermoce: laserowe kule (Leo), super wirowanie (Spin), kientyka molekularna (Chase) |                                                                            |                                      |                 |                                          |                      |                      |         |
| 72 | Unauthorized Mission                                                       | Samowolna misja                      | Guy Distad      | Ken Blankstein                           | 5 lutego 2015        | 16 maja 2015         | 326     |
| Kiedy Davenport nie pozwala iść Spinowi na misje, ten zaciąga Boba i razem idą potajemnie na misje, lecz zostają zatrzymani w ruchomych piaskach, więc wzywają Leo by ten ich uratował. Tymczasem Sebastian pomaga Chase’owi się zemścić na Adamie, a Perry powraca i chce dostać pracę w Bionicznej Akademii. Pod koniec odcinka Chase mówi Sebastianowi co się stało z Krane’em. Ten zaprzysięga zemstę. Gościnnie: Maile Flanagan jako pani Perry, Cole Ewing jako Sebastian, Brandon Salgado-Talis jak Bob, Max Charles jako Spin Użyte supermoce: super siła (Leo, Adam, Charlie), super wirowanie (Spin), lewitacja (Bob) Nota: Jest to finał 3 sezonu. Odcinek kończy się cliffhangerem. |                                                                            |                                      |                 |                                          |                      |                      |         |

### Sezon 4: 2015-16
9 maja 2014 roku został oficjalnie ogłoszony 4 sezon serialu. Filmowanie rozpoczęło się w październiku 2014 roku, a zakończyło w czerwcu 2015 roku. Dnia 26 czerwca 2015 roku Kelli Berglund potwierdziła na swoim Twitterze, że to ostatni sezon serialu. Jest to drugi serial z kanonu Disney XD Original Series, który ma aż 4 sezony.
- Ten sezon zawiera 26 odcinków.
- Od tego sezonu serial nazywa się "Szczury laboratoryjne: Bioniczna wyspa"
- Billy Unger, Spencer Boldman, Kelli Berglund i Tyrel Jackson Williams są obecni we wszystkich odcinkach.
- Hal Sparks jest nieobecny w 11 odcinkach (76, 77, 78, 80, 81, 82, 85, 86, 87, 88, 90).
- Jeremy Kent Jackson jako Douglas Davenport pojawia się w 15 odcinkach (76, 77, 78, 81, 82, 85, 86, 87, 88, 90, 91, 92, 94, 97, 98).
- Maile Flanagan jako Terry Perry pojawia się jak na razie w 11 odcinkach (73, 74, 76, 84, 88, 89, 90, 93, 95, 96, 98).
- Brandon Salgado-Telis jako Bob pojawia się jak na razie w 11 odcinkach (73, 74, 75, 78, 80, 84, 88, 90, 93, 97, 98).
- Max Charles jako Spin pojawia się jak na razie w 4 odcinkach (73, 74, 75, 78).
- Cole Ewing jako Sebastian pojawia się jak na razie w 2 odcinkach (73, 74).
- Angel Parker jako Tasha Davenport pojawia się jak na razie w 5 odcinkach (80, 93, 95, 96, 98).
- Michaela Carrozzo jako Caitlin pojawia się jak na razie w 1 odcinku (80).
- Ashley Argota jako S-1/Taylor pojawia się jak na razie w 3 odcinkach (87, 91, 92).
- Will Forte jako Edzio pojawia się jak na razie w 1 odcinku (89).
- Jessalyn Wanlim jako Giselle pojawia się w 4 odcinkach (85, 86, 97, 98)
- Mateus Ward jako Marcus pojawia się w 2 odcinkach (97, 98)
- Graham Shiels jako Victor Krane pojawia się w 2 odcinkach (95, 96)
- Jest to ostatni sezon serialu.
- W sezonie pojawi się specjalny crossover z serialem Oddział specjalny o nazwie Lab Rats vs. Mighty Med

| 73-74 | Bionic Rebellion                 | Bioniczny bunt                                        | Guy Distad          | Chris Peterson Bryan Moore                             | 18 marca 2015        | 31 sierpnia 2015                                      | 403 404 |
| Pani Perry podejrzewa Sebastiana o bycie złym. Okazuje się, że ktoś ukradł rakiety znajdujące się w Davenport Bionic Academy pod ziemią. Pani Perry ciągle podejrzewa Sebastiana, jednak nikt jej nie wierzy. Chce im to udowodnić, jednak rakiety są na swoim miejscu. Gdy wszyscy idą na górę, panie Perry widzi jak Sebastian wyłącza hologram, który przedstawiał rakiety. Chce powiedzieć o tym Donaldowi, gdy ten jedzie do Mission Creek hydro - expresem. Wchodzi do jego przedziału i odjeżdża z nim. Tam pociąg się psuje. Leo próbuje zostać mentorem, więc postanawia zachowywać się jak bioniczny nauczyciel. Tymczasem Adam, Bree i Chase wkrótce odkrywają, że Sebastian jest zły, a razem z nim Lexi i Tank. Sebastian uruchamia rakiety, które mają zabić Davenporta. Adam, Bree i Chase ustawiają się do walki z Tankiem, Lexi i Sebastianem. Sebastian mówi innym bionicznym żołnierzom, co Donald zrobił z Krane’em. Żołnierze pytają Leo czy coś o tym wiedział. Leo zaprzecza. Donald i Perry chcą się wydostać z tuby. Sebastian mówi armii, żeby na początek pozbyli się Leo, a on, Lexi i Tank stają do walki z Adamem, Bree i Chase’em. Armia chce atakować Leo, jednak ten używa laserowych kul by ich wystraszyć. Z trudem przekonuje Spina i Boba, że Krane był zły i namawia ich do pomocy w ucieczce. Spin i Bob postanawiają mu pomóc. Bob zajmuje żołnierzy, a Spin swoim super szybkim wirem wyryje dziurę w ziemi. Leo wskakuje do dziury. Spada w ostatecznej chwili na Sebastiana, który prawie nie zabił Chase’a. Bree i Chase szybko pokonują Lexi, a Adam i Leo Tanka. Ostatecznie Sebastian wstaje i mówi iż zgadł hasło do odblokowania wszystkich supermocy. Szczury i Leo mają plan. Wkrótce chip Sebastiana się przegrzewa przez nadmiar supermocy i Chase go przewraca. Pod koniec odcinka Tank, Lexi i Sebastian trafiają do więzienia. Gościnnie: Cole Ewing jako Sebastian, Maile Flanagan jako Terry Perry, Max Charles jako Spin, Brandon Salgado-Talis jako Bob Epizodyczna: Marissa Cuevas jako Lexi, Joel Michael Kramer jako Tank Użyte supermoce: super siła (Adam, Tank, Leo), super szybkość (Bree, Lexi), soniczny cyklon (Spin), elektrokineza (Sebastian), laserowy wzrok (Sebastian), laserowe widły (Sebastian), pyrokineza (Sebastian), teleportacja (Lexi, Tank), materializacja (Lexi), laserowe kule (Leo), laser bow (Chase) |                                  |                                                       |                     |                                                        |                      |                                                       |         |
| 75 | Left Behind                      | Zdani na siebie                                       | Hal Sparks          | Julia Miranda                                          | 25 marca 2015        | 1 września 2015                                       | 401     |
| Adam, Bree i Chase chcą zabrać bionicznych żołnierzy poza bioniczną akademie, lecz Davenport im zabrania. Adam, Bree i Chase i tak ich zabierają do salonu gier. Problem wynika, gdy zostawiają tam Spina i Boba. Tymczasem Davenport nakłada strój misyjny Chase’a, który na nim utyka, więc Leo postanawia mu pomóc go zdjąć zanim Chase się dowie. Gościnnie: Max Charles jako Spin, Brandon Salgado-Telis jako Bob Użyte supermoce: soniczny cyklon (Spin), super siła (Leo), super szybkość (Bree) |                                  |                                                       |                     |                                                        |                      |                                                       |         |
| 76 | Under Siege                      | Oblężenie                                             | Victor Gonzalez     | Ken Blankstein                                         | 1 kwietnia 2015      | 2 września 2015                                       | 405     |
| Do Davenport Bionic Academy przyjeżdża Kerry w odwiedziny. Wkrótce po tym zaczynają dziać się dziwne rzeczy od zepsucia przez tajemniczą osobę kilku rzeczy po lekkie zranienie Douglasa i Terry. Adam, Bree i Chase podejrzewają Kerry, ale później się okazuje, że to sprawka niczego nieświadomego Leo, który lunatykuje. Gdy Leo znika, Adam, Bree, Chase, Terry i Douglas idą go szukać. Później Kerry postanawia zabrać kilka rzeczy z Bionicznej wyspy, ale wchodzi Leo i zaczyna w nią strzelać laserami przez sen. Ktoś zaczyna krzyczeć. Perry jest pewna, że to krzyki Kerry i Leo nieświadomie ją krzywdzić. Wszyscy biegną na ratunek Kerry, jednak okazuje się, że to krzyki Leo, którego Kerry obezwładniła. Wkrótce Douglas tworzy małą kapsułę na rękę Leo, gdyż przez to, że nie miał kapsuły lunatykuje. Pod koniec odcinka Kerry odjeżdża kradnąc wiele rzeczy z bionicznej akademii. Leo chce udowodnić Perry, że Kerry jest zła mówiąc jej o tym. Perry nie wierzy w to co widzi. Kerry szybko znajduje wymówkę, na co Perry odpowiada "Ooooo, no to pozdrów mamę". Gościnnie: Maile Flanagan jako Terry Perry, Jeremy Kent Jackson jako Douglas Davenport, Grace Kaufman jako Kerry Perry Nieobecny: Hal Sparks jako Donald Davenport Użyte supermoce: super szybkość (Bree), laserowe kule (Leo), potężny podmuch (Adam) Usterki: lunatykowanie (Leo), nadwrażliwy słuch (Chase) |                                  |                                                       |                     |                                                        |                      |                                                       |         |
| 77 | Bionic Dog                       | Bioniczny pies                                        | Guy Distad          | Mark Brazill                                           | 8 kwietnia 2015      | 3 września 2015                                       | 412     |
| Kiedy zaginiony pies Douglasa - Otis pokazuje się na wyspie, Chase od razu dostaje alergii, a Adam przywiązuje się do psa. Okazuje się, że Douglas kiedyś dał Otisowi supermoce, gdyż jego życie było zagrożone. Kiedy jednak Douglas zostaje zaatakowany, Chase stara się wyjaśnić sprawę. Okazuje się, że przed śmiercią Krane dzięki trybowi ogólnodowodzącemu kazał Otisowi zniszczyć Douglasa. Wkrótce Otis także dzięki trybowi ogólnodowodzącemu przejmuje kontrolę nad Adamem. Tymczasem Leo zaczyna ciągle rozmawiać z aplikacją telefoniczną o imieniu Shelley. Bree zaczyna rozmawiać z aplikacją o imieniu Liam. Problem wynika, gdy Liam kasuje Shelley z telefonu Leo. Gościnna: Jeremy Kent Jackson jako Douglas Davenport Epizodyczna: Jumpy jako Otis Nieobecny: Hal Sparks jako Donald Davenport Użyte supermoce: tryb ogólnodowodzący (Otis), laserowy wzrok (Otis), wizja supermocy (Chase) |                                  |                                                       |                     |                                                        |                      |                                                       |         |
| 78 | Mission Mania                    | Misjomania                                            | Jody Margonlin Hahn | Hayes Jackson                                          | 15 kwietnia 2015     | 4 września 2015                                       | 402     |
| Kiedy podczas ostatniej misji tłum fanów wielbi Adama, Bree i Chase’a, ale nie pamiętają o Leo ten stara się zostać rozpoznawany. Sam idzie na niebezpieczną misję, w której ma uratować helikopter, który jest na krawędzi wieżowca. Tymczasem Douglas stara się wypróbować jego wykrywacz kłamstw. Gościnna: Jeremy Kent Jackson jako Douglas Davenport, Max Charles jako Spin, Brandon Salgado-Talis jako Bob Nieobecny: Hal Sparks jako Donald Davenport Użyte supermoce: kinetyka molekularna (Chase), super szybkość (Bree), super siła (Leo) |                                  |                                                       |                     |                                                        |                      |                                                       |         |
| 79 | Simulation Manipulation          | Symulacja manipulacja                                 | Victor Gonzalez     | Greg Schaffer                                          | 22 kwietnia 2015     | 7 września 2015                                       | 406     |
| Donald organizuje zawody, w których mają się zmierzyć drużyny Adama i Chase’a. Chase jest pewny, że to jego drużyna wygra, ale to Adama drużyna wygrywa pierwsze dwie konkurencje. Chase podczas ostatniej postanawia oszukiwać. Podłącza swoich uczniów do trybu ogólnodowodzącego. Tymczasem po śnie Leo zastaje pokój w śmieciach. Bree mówi mu że takie są wady mieszkania z Adamem i Chase’em w jednym pokoju, ale kiedy Leo odkrywa, że to tak naprawdę Bree śmieci postanawia się zemścić. Użyte supermoce: tryb ogólnodowodzący (Chase, Adam), super siła (Leo) |                                  |                                                       |                     |                                                        |                      |                                                       |         |
| 80 | Forbidden Hero                   | Bohater ma szlaban                                    | Victor Gonzalez     | Steve Joe                                              | 1 lipca 2015         | 8 września 2015                                       | 408     |
| Kiedy podczas jednej z misji Leo się rani, Tasha przybywa na wyspę by się nim opiekować i nie pozwala mu iść na misję, więc Leo się na nią wymyka i rani się po raz kolejny. Próbuje zrobić wszystko by móc chodzić na misje i wpada na pomysł, że jeśli uderzy Tashę mechaniczną kulą to będzie mógł chodzić na misje, ale Adam przez przypadek wygaduje się Tashy i gdy Tasha zabiera Leo pilota przez przypadek wciska guzik i kula uderza Leo. Potem Tasha podczas kolacji mówi, że zabiera Leo do domu. Na wyspę nadciąga sztorm. Tasha myśląc, że to kolejne kłamstwo Leo by móc chodzić na misje wychodzi na taras i wiatr porywa ją. Tasha trzyma się tylko poręczy. Leo z pomocą Adama ratuje Tashę, która potem pozwala Leo zostać na wyspie. Tymczasem Caitlin przyjeżdża na wyspę i Bob się w niej zakochuje. Bree jest zazdrosna i postanawia zrobić wszystko by Bob był znów zakochany w niej. Pod koniec odcinka Bob zakochuje się w Tashy. Gościnnie: Angel Parker jako Tasha Davenport, Michaela Carrozzo jako Caitlin, Branson Salgado-Talis jako Bob Nieobecny: Hal Sparks jako Donald Davenport Użyte supermoce: lewitacja (Bob), super siła (Adam i Leo), super szybkość (Bree), skaner (Chase) |                                  |                                                       |                     |                                                        |                      |                                                       |         |
| 81 | Spider Island                    | Wyspa pająka                                          | Hal Sparks          | Julia Miranda                                          | 8 lipca 2015         | 9 września 2015                                       | 409     |
| Douglas i Chase razem wskrzeszają wymarłego morskiego pająka. Leo uwalnia pająka, który ucieka i gryzie Adama stawiając jego życie w niebezpieczeństwie. Douglas, Leo, Bree i Chase postanawiają znaleźć pająka by uratować Adama. Okazuje się jednak, że pająk wyrósł do nieprawdopodobnych rozmiarów i stawia całą akedemię w niebezpieczeństwie. Gościnnie: Jeremy Kent Jackson jako Douglas Davenport Nieobecny: Hal Sparks jako Donald Davenport Użyte supermoce: szybkie czytanie (Chase), naukowa wizja (Chase) |                                  |                                                       |                     |                                                        |                      |                                                       |         |
| 82 | Spike vs. Spikette               | Spike kontra Spikette                                 | Victor Gonzalez     | Jason Dorris                                           | 15 lipca 2015        | 10 września 2015                                      | 407     |
| Douglas mówi Chase’owi, że jeszcze jedna uczennica posiada tryb machopodobny, więc Chase za wszelką cenę chce go jej włączyć. Kiedy Adam szarpie Chase’a ta się denerwuje i włącza jej się ten tryb. Wkrótce zaczyna traktować Chase’a jak niemowlaka i zarazem terroryzować akademię. Douglas mówi, że Brutal morze ujarzmić Spikette, więc Bree doprowadza do tego, że Chase’owi też włącza się ten tryb, jednak nie walczy ze Spikette tylko się z nią zaprzyjaźnia. Wkrótce Douglas daje ten tryb Bree by ta ich ujarzmiła. Tymczasem mały chłopiec o imieniu Reggie przybywa na wyspę i Adam się z nim zaprzyjaźnia przez co Leo staje się zazdrosny. Adam początkowo lubi chłopca, ale kiedy ten mówi, że najbardziej z całej trójki lubi Chase’a, Adam także chce się go pozbyć. Gościnnie: Jeremy Kent Jackson jako Douglas Davenport Epizodycznie: Liana Ramirez jako Kate/Spikette, Mar Mar jako Reggie Nieobecny: Hal Sparks jako Donald Davenport Użyte supermoce: Soniczny krzyk (Kate), super szybkość (Bree) Usterki: tryb machopodobny (Chase, Bree, Kate) |                                  |                                                       |                     |                                                        |                      |                                                       |         |
| 83 | Lab Rats vs. Mighty Med          | Szczury laboratoryjne kontra Oddział specjalny, cz. 1 | Rich Correll        | Mark Brazil Vincent Brown Clayton Sakoda Ian Weinreich | 22 lipca 2015        | 2 listopada 2015                                      | 415     |
| Chase i Donald kończą pracę nad najnowszym wynalazkiem, który produkuje bardzo dużo energii. Davenport przedstawia wynalazek Adamowi, Bree i Leo. Na wyspę przybywają Kaz i Oliver w nadziei na to, że Kaz otrzyma supermoce. Przebierają się w koszulki uczniów i mimo ich zdziwienia Adam daje się nabrać, że to nowi uczniowie. Hydra tubą na wyspę przybywa nieznajomy mężczyzna, który twierdzi, że jest kupcem nowego wynalazku. Gdy Chase pokazuje mu wynalazek, okazuje się, że mężczyzna jest zły i ma supermoce, którymi powala Chase’a i zabiera wynalazek. Bree odnajduje Chase’a i mówi o tym Adamowi. Chase, Bree i Leo orientują się, że Kaz i Oliver nie są uczniami. Wkrótce na wyspę przybywają Tecton, Szary Granit i Gamma Girl, którzy zaczynają walczyć z Adamem, Bree, Chase’em i Leo. W kwaterze mentorów Donald zastaje Incapacitatora, który żąda by Donald otworzył szkatułkę, w której jest wynalazek. Otworzyć może ją tylko Donald poprzez przeskanowanie gałki ocznej. Donald włącza ekran i wzywa pomoc. Bohaterowie przestają walczyć i się godzą. Biegną pomóc Donaldowi. Incapacitator dzięki supermocą skanuje oko Donalda i sam otwiera szkatułkę. Gdy wszyscy idą do kwatery zastają tam Incapacitatora. Incapacitator obezwładnia Tectona, Szarego Granita i Gamma Girl i wysyła ich w dal. Chase chcąc pokonać złoczyńce używa laserowego bow, jednak złoczyńca broni się wynalazkiem, w efekcie czego Chase zostaje ciężko ranny. Złoczyńca ucieka, a Kaz i Oliver wpadają na pomysł by przetransportować Chase’a do Oddziału specjalnego. Kaz, Oliver, Bree, Adam i Leo zabierają tam Chase’a. Goście specjalni: Bradley Steven Perry jako Kaz, Jake Short jako Oliver, Jilon VanOver jako Tecton, Esteban Cueto jako Szary Granit, Jenelle McKee jako Gamma Girl Gościnnie: Damion Poitier jako Incapacitator Użyte supermoce: Laser bow (Chase), laserowy wzrok (Adam), super szybkość (Bree), transmitowanie energii (Leo, Incapacitator), super siła (Leo, Adam, Tecton, Szary Granit), wybuchy energii (Adam), laserowe kule (Leo), promienie gamma (Gamma Girl) |                                  |                                                       |                     |                                                        |                      |                                                       |         |
| 84 | Space Elevator                   | Kosmiczna winda                                       | Hal Sparks          | Jonah Kuehner                                          | 29 lipca 2015        | 3 listopada 2015                                      | 414     |
| Kiedy jeden z najlepszych naukowców przybywa na wyspę by pochwalić się najnowszym projektem stworzenia kosmicznej windy, Chase staje się zazdrosny. Donald awansuje wszystkich uczniów na wyższe poziomy, a Leo nawet o dwa. Jedynie Bob zostaje na początkującym poziomie, gdyż nie jest on zbyt dobry. Bree i Adam chcą go wytrenować, a kiedy im się to nie udaje proszą o pomoc Perry. Później zaś Bob awansuje na średni poziom. Przy testowaniu kosmicznej windy coś idzie nie tak i winda zaczyna pędzić bardzo szybko do góry. Kiedy Chase’owi udaje się ją zatrzymać winda zaczyna bardzo szybko pędzić w dół. Leo postanawia ją zatrzymać dzięki super sile. Udaje mu się to, ale winda miażdży mu lewą nogę. Pod koniec odcinka Donald daje Leo bioniczną nogę. Gościnnie: Maile Flanagan jako Terry Perry, Brandon Salgado-Telis jako Bob Epizodycznie: Mark Saul jako dr Ryan Użyte supermoce: super siła (Leo), bioniczny GPS (Chase) |                                  |                                                       |                     |                                                        |                      |                                                       |         |
| 85-86 | Bionic Action Heroes             | Bioniczny superbohater                                | Victor Gonzalez     | Hayes Jackson Ken Blankenstein                         | 5 sierpnia 2015      | 4 listopada 2015 (część 1) 5 listopada 2015 (część 2) | 410 411 |
| Stara znajoma Douglasa, reżyserka Giselle Vickers przyjeżdża na wyspę wraz a aktorem, Troyem Westem by nakręcić film o Adamie, Bree i Chasie. Bree zakochuje się w Troyu. Troy chce informacje na temat chipa Chase’a, gdyż ma grać w filmie złoczyńce. Bree daje mu pendrive’a. Gdy Troy wychodzi spotyka Giselle, której daje pendrive’a i Giselle mówi, że zastąpią bionicznych superbohaterów. Na planie okazuje się, że Adam, Bree, Chase, Leo i Douglas będą grali samych siebie. Bree szukając Troya wchodzi do jego garderoby. Gdy słyszy nadchodzących Troya i Giselle robi się niewidzialna. Słyszy, że Giselle zamierza zlikwidować bionicznych bohaterów. Odwraca uwagę Troya i Giselle i podmienia laptopy. Na planie kręcona jest scena, w której Troy ma strzelić do Adama, Chase’a, Leo i Douglasa z laserowego działka. Nie wiedzą, że broń jest prawdziwa. W ostatniej chwili ratuje ich Bree i mówi im od spisku Giselle. Giselle zdradza im plan i mówi, że Troy i reszya ekipy filmowej to androidy. Leo, Adam i Bree stają do walki z androidami i Giselle, podczas gdy Chase i Douglas usuwają dane z laptopa Giselle. Pod nieuwagę Chase’a, Troy uderza go i zabiera go gdzieś. Androidy otaczają Bree, Adama, Leo i Douglasa, a Giselle włącza bombę i ucieka. W kryjówce Giselle, Chase jest przywiązany. Bree, Adam, Leo i Douglas w ostatniej chwili uciekają. Gdy Giselle i Troy odchodzą Chase używa kinetyki molekularnej i uwalnia się. Zaczyna walczyć z Troyem. Giselle mówi, że Troy jest starym modelem i zastąpi go nowym, Jerrym. Jerry strzela do Chase’a z laseru i obezwładnia go. W akademii Leo, Bree, Adam i Douglas chcą znaleźć Chase’a. Połączają się z Giselle. Nagle przychodzi jeden z silniejszych androidów i strzela do wszystkich. Bree i Adam idą ratować Chase’a. Leo i Douglas pokonują androida i też idą ratować Chase’a. Troy zaczyna walczyć z Adamem, a Giselle z Bree. Rodzeństwo pokonuje złoczyńców i idą do Chase’a. Widzą go nieprzytomnego i nie oddychającego. Myślą, że nie żyje. Nagle przychodzi Giselle. Otwierają się drzwi i okazuje się, że to Chase, który pokonał Jerry’ego. Okazuje się, że przywiązany Chase to manekin. Giselle wzywa androidy do pokonania rodzeństwa, ale Leo i Douglas rozwalają androidy. Przychodzi Troy. Giselle każe mu rozwalić bohaterów, ale Troy sprzeciwia się i chce zabić Giselle. Strzela do niej z działka. Nagle obezwładnia Bree, która widząc, że Troy boi się wody wpycha go do niej rozwalając go. Bohaterowie widzą, że Giselle zniknęła. Pod koniec odcinka Gisellle przychodzi do starego domu Douglasa i w gruzach odnajduję rękę Marcusa i postanawia go odbudować. Gościnnie: Jeremy Kent Jackson jako Douglas Davenport, Jessalyn Wanlim jako Giselle Vickers Gość specjalny: Leo Howard jako Troy West Nieobecny: Hal Sparks jako Donald Davenport Użyte supermoce: niewidzialność (Bree), super siła (Adam, Troy, Leo), super szybkość (Bree), kinetyka molekularna (Chase), laserowy wzrok (Adam, Troy, Androidy), laserowe kule (Leo), elektrokineza (Troy), laserowe bow (Chase), wybuchy energii (Adam), absorbowanie energii (Androidy) |                                  |                                                       |                     |                                                        |                      |                                                       |         |
| 87 | One of Us                        | Jeden za wszystkich                                   | Guy Distad          | Julia Miranda                                          | 12 sierpnia 2015     | 6 listopada 2015                                      | 416     |
| S-1 przybywa na wyspę i ku zaskoczeniu wszystkich nie pamięta, że była zła. Douglas i Chase odkrywają iż Krane zamontował do Trittona śmiertelnego wirusa i wszyscy który byli nim kontrolowani mogą umrzeć. Leo kiedy widzi S-1 atakuje ją dwa razy. Życie Adama, Bree, Chase’a, S-1 i innych bionicznych żołnierzy jest zagrożone. Leo i Douglas chcą uratować ich, ale mają mało czasu. W ostatniej chwili udaje się wszystkich uratować. Pod koniec odcinka Leo i S-1 się zaprzyjaźniają. Gościnnie: Ashley Argota jako S-1, Jeremy Kent Jackson jako Douglas Davenport Nieobecny: Hal Sparks jako Donald Davenport Użyte supermoce: Super podmuch (Adam), Laserowe kule (Leo) |                                  |                                                       |                     |                                                        |                      |                                                       |         |
| 88 | Bob Zombie                       | Bob Zombie                                            | Guy Distad          | Hayes Jackson                                          | 30 września 2015     | 18 kwietnia 2016                                      | 417     |
| Douglas opracowuje najnowszy duplikator inteligencji, którym zamierza skopiować inteligencję Chase’a i dać ją bionicznym żołnierzom. Adam jest tym pomysłem przerażony, gdyż teraz Bob jak i inni jego uczniowie są inteligentni, więc za wszelką cenę chce to zmienić. Używa duplikatora inteligencji by z powrotem przywrócić bionicznych żołnierzy. Przez przypadek jednak zamienia ich umysły w umysły kóz. Bob jako koza niszczy duplikator. Tymczasem Perry podczas nieobecności Donalda zarządza wyspą co nie podoba się Leo i Bree. Wkrótce opracowuje traktat i w świetle prawa to ona jest właścicielką wyspy. Leo i Bree chcą coś zrobić. Perry wkrótce niszczy zapasowy duplikator robotyczną ręką. Douglas naprawia go i przywraca żołnierzy do normalności. Jednak Perry jest nadal właścicielką wyspy, więc Douglas musi udawać, że bierze z nią ślub by podpisała zrzeczenie się wyspy. Gościnnie: Brandon Salgado-Telis jako Bob, Jeremy Kent Jackson jako Douglas Davenport, Maile Flanagan jako Terry Perry Nieobecna: Hal Sparks jako Donald Davenport Użyte supermoce: Super szybkość (Bree), Super inteligencja (Chase, Bob, bioniczni żołnierze) |                                  |                                                       |                     |                                                        |                      |                                                       |         |
| 89 | Human Eddy                       | Eddy w ludzkiej skórze                                | Victor Gonzalez     | Greg Schaffer                                          | 14 października 2015 | 19 kwietnia 2016                                      | 419     |
| Edzio hakując system zabezpieczeń z Mission Creek przenosi się na wyspę. Donald wkrótce po tym buduje mu syntetyczne ciało i Eddy staje się partnerem Perry w ochronie wyspy. Edzio stwarza pozory miłego przed Donaldem, jednak dla Bree i Leo jest okrutny i więzi ich w tabletach na ścianie, tak samo jak niegdyś żył on sam. Kiedy Leo i Bree uwalniają się, mówią Donaldowi co zrobił im Edzio, ale ten im nie wierzy. Ci postanawiają się pozbyć Edzia. Mówią Perry wiele nieprawdziwych rzeczy na temat Edzia przez co ona sama chce go wyeliminować. Tymczasem Chase ma szanse pracować u boku Prezydenta, jednak Adam sabotuje mu spotkanie. Później Perry staje do walki z Edziem i kiedy Edzio prawie ją pokonuje, Leo używa bionicznej nogi i kopie Edzia w ścianę. Edzio wstaje i zaczyna mówić co o nich myśli. Nagle przychodzi Donald, który słyszał wszystko i jest zły na Edzia. Edzio chciał mu to wytłumaczyć, ale Perry strzela do Edzia w broni rozwalając go. Później Edzio z powrotem wraca na ścianę. Gościnnie: Will Forte jako Edzio, Maile Flanagan jako Terry Perry, John Eric Bentley jako Prezydent Użyte supermoce: Super siła (Leo) |                                  |                                                       |                     |                                                        |                      |                                                       |         |
| 90 | The Curse of the Screaming Skull | Klątwa wrzeszczącej czaszki                           | Victor Gonzalez     | Loni Steele Sosthand                                   | 21 października 2015 | 20 kwietnia 2016                                      | 420     |
| Podczas gdy Douglas opuszcza wyspę, Perry bez jego zgody wyjeżdża na sąsiednią wyspę szukać skarbów. Chase, Bree i Leo idą z nią. Perry znajduje czaszkę, którą zabiera na wyspę bez wiedzy Szczurów. Gdy Leo się o tym dowiaduje ma złe przeczucia. Bree i Chase nie podzielają jego zdania. Adam uczy Boba jak straszyć ludzi co mu nie wychodzi. Okazuje się, że Chase został opętany, gdyż dotknął czaszki. Także cała wyspa jest przeklęta i dzieją się na niej dziwne rzeczy. Adam, Bree, Leo, Bob i Perry chcą go uratować. Bree zabiera mu czaszkę, a Adam go obezwładnia. Wkrótce przybywa Douglas, który jest zły. Mówi, że nie zna antidotum. Wkrótce Bree też zaczyna być opętana. Bree i Chase chcą zabić resztę. Wkrótce także Adam zaczyna być opętany. Okazuje się, że to tylko podstęp i zrobił go by wzbudzić zaufanie opętanych Bree i Chase’a. Adam uwalnia ich z klątwy. Pod koniec odcinka. Bob i Adam dotykają czaszkę. Gościnnie: Maile Flanagan jako Terry Perry, Jeremy Kent Jackson jako Douglas Davenport, Brandon Slagado-Telis jako Bob Nieobecny: Hal Sparks jako Donald Davenport Użyte supermoce: super siła (Adam, Bob), super szybkość (Bree) |                                  |                                                       |                     |                                                        |                      |                                                       |         |
| 91-92 | Lab Rats: On The Edge Blindsided | Oślepiająca zdolność                                  | Victor Gonzalez     | Hayes Jackson i Greg Schaefer                          | 11 listopada 2015    | 21 kwietnia 2016 (część 1) 22 kwietnia 2016 (część 2) | 421 422 |
| Adam, Bree i Chase mają być nagrodzeni przez Prezydenta za swoje bohaterstwo, lecz Leo czuje się pominięty. Razem z Taylor odkrywa, że mogą połączyć jedną ze swoich supermocy tworząc ogromną ilość energii. Chase mówi mu, że to niebezpieczne. Leo tworzy swoją własną drużynę z Taylor i Loganem. Donald postanawia dopracować swoją samo prowadzącą się limuzynę by była dosłownie niezniszczalna, jednak wszystkie jego pomysły idą na marne. Douglas postanawia sam dopracować limuzynę. Douglas tworzy taką limuzynę, że jest anty bioniczna. Podczas kolejnej próby Leo i Taylor w połączeniu mocy ma im pomagać Logan. Leo jednak posuwa się za daleko i tworzy tak potężną kule, że Taylor zostaje ranna. Adam, Bree i Chase są wściekli na Leo. Kiedy Donald mówi wszystkim, że Taylor straciła wzrok, Leo czuje się okropnie winny i odchodzi z Akademii wracając do Mission Creek. Donald, Douglas, Adam, Bree i Chase jadą na rozdanie nagród, jednak kiedy przejeżdżają przez Golden Gate Bridge most zaczyna się zwalać, więc rodzina wisi limuzyną na krawędzi. Nikt nie może się ruszyć, gdyż mogą spaść. Limuzyna jest także anty bioniczna więc nie mogą używać mocy. Kiedy uczniowie się o tym dowiadują, postanawiają ich ratować. Taylor wzywa Leo, który postanawia wrócić po tym gdy dowiaduje się o niebezpieczeństwie. Wszyscy uczniowie idą na most ratując ludzi. Kiedy Leo zauważa limuzynę postanawia ich uratować, jednak Donald mówi mu że limuzyna jest anty bioniczna. Taylor mówi Leo, żeby wraz z Loganem stworzyli kulę energii i trafili nią w nadajnik od limuzyny to wtedy się otworzy. Leo i Taylor zaczynają tworzyć kulę, jednak kiedy Leo spogląda na Taylor przypomina sobie, że została przez to ranna, więc przerywa. Taylor mówi, że mu ufa. Leo postanawia to zrobić. Po raz kolejny tworzą kule energii. Logan dzięki swojej manipulacji energią kieruje kule w stronę nadajnika i otwierają dach auta. Bree ratuje kolejno Adama, Douglasa i Donalda, jednak kiedy Chase próbuje wyjść, auto zaczyna się zsuwać. Leo każe wszystkim odejść, a on sam chce ratować Chase’a. Udaje mu się to w ostatniej chwili. Kiedy docierają na rozdanie nagród, okazuje się, że nie tylko Adam, Bree i Chase dostali medale, ale Leo też. W akademii okazuje się, że Donald mianował Leo mentorem. Taylor i Logan przytulają Leo. Wszyscy podnoszą Leo i wiwatują. Gościnnie: Jeremy Kent Jackson jako Douglas Davenport, Ashley Argota jako Taylor, John Eric Bentley jako Prezydent Epizodycznie: Emery Kelly jako Logan Użyte supermoce: laserowe kule (Leo, Taylor), EMP (Leo, Taylor), super siła (Leo), super zmysły (Taylor), manipulacja energią (Logan), laserowy wzrok (Adam), super szybkość (Bree) |                                  |                                                       |                     |                                                        |                      |                                                       |         |
| 93 | Ultimate Tailgate Challenge      | Pojedynek kibiców                                     | Guy Distad          | Greg Schaffer                                          | 2 grudnia 2015       | 25 kwietnia 2016                                      | 413     |
| Tasha przybywa na wyspę i mówi, że ma bilety na mecz footballu. Perry to słyszy, ale Tasha wmawia jej, że nie ma biletów. Gdy Tasha, Donald, Leo, Bree i Chase idą na mecz, Adam zostaje z Bobem w Akademii. Adam i Bob nagrywają internetowe wideo, w którym niszczą rzeczy. Nagle przypadkowo niszczą kapsuły Adama, Bree i Chase’a. Przed stadionem Chase zaprzyjaźnia się ze studentami co nie podoba się Bree, która także postanawia się zaprzyjaźnić z nimi. Nie udaje jej się to. Perry przygotowując jedzenie przed stadionem dowiaduje się, że Tasha ma bilety. Gdy je łapie niszczy je. Donald, Tasha i Leo wyzywają ją do pojedynku na gotowanie mięsnych potraw. Przez mały incydent, w obawie przed utratą obserwujących, Tasha i Donald postanawiają wyrzucić Leo z drużyny, ale ten dochodzi do Perry, w efekcie czego ta wygrywa. Gościnnie: Maile Flanagan jako Terry Perry, Angel Parker jako Tasha Davenport, Brandon Salgado-Telis jako Bob Gość specjalny: Willie McGinest jako on sam Użyte supermoce: super siła (Adam, Bob), laserowe kule (Leo), super szybkość (Bree), kinetyka molekularna (Chase) |                                  |                                                       |                     |                                                        |                      |                                                       |         |
| 94 | And Then There Were Four         | I było ich czworo                                     | Victor Gonzalez     | Ken Blankenstein                                       | 13 stycznia 2016     | 26 kwietnia 2016                                      | 418     |
| Douglas przedstawia wszystkim swoje czwarte bioniczne dziecko, Daniela, który do tej pory żył w rodzinie zastępczej. Początkowo wszyscy są zszokowani, jednak zaprzyjaźniają się z Danielem, który myśli, że Adam, Bree i Chase nie są jego rodzeństwem tylko kuzynami. Nie wie także o tym, że ma supermoce. Kiedy wchodzi do kapsuły Chase’a aktywuje mi się chip. Okazuje się, że potrafi replikować supermoce innych bionicznych ludzi. Jest zły na Douglasa, gdy dowiaduje się o wszystkich kłamstwach. Kiedy Leo chce mu wyjaśnić, że Douglas jest dobry, Daniel replikuje jego laserowe kule i razem rzucają nimi w ocean. W końcu Daniel rzuca w przekaźnik na wyspie i zaczyna się ulatniać z niego powietrze. Mają mało czasu, gdyż wyspa może wylecieć w powietrze. Gdy Daniel replikuje potężny podmuch Adama, razem z nim zamrażają przekaźnik ratując wyspę. W końcu Daniel zostaje uczniem Akademii. Gościnnie: Jeremy Kent Jackson jako Douglas Davenport, Pearce Joza jako Daniel Davenport Użyte supermoce: Replika mocy (Daniel), Super szybkość (Daniel), Laserowe kule (Leo, Daniel), Potężny podmuch (Adam, Daniel) |                                  |                                                       |                     |                                                        |                      |                                                       |         |
| 95-96 | Space Colony                     | Kosmiczna kolonia                                     | Victor Gonzalez     | Chris Peterson Bryan Moore                             | 20 stycznia 2016     | 27 kwietnia 2016 (część 1) 28 kwietnia 2016 (część 2) | 423 424 |
| Donald zabiera rodzinę do Davenportii, sztucznej kosmicznej kolonii znajdującej się na planecie w innej galaktyce. Chase jest wściekły, gdyż Adam ciągle zachowuje się jak dziecko. Gdy docierają na miejsce odkrywają, że jest już tam Perry. Donald odkrywa, że coś jest nie tak z jedną z satelitów, więc wysyła Szczury by to sprawdziły. Chase prześwietla satelitę i odkrywa, że satelita działa na ludzi z koloni Davenporta. Wkrótce przez Adama zaczyna odlatywać w przestrzeń kosmiczną. Adam i Bree chcą go ściągnąć, jednak nie wiedzą jak obsługiwać statek. Gdy okazuje się, że jest tam Perry, ona steruje statkiem. Adam i Bree znajdują Chase’a na innej planecie i zabierają go. Chase jest wściekły na Adama i nie odzywa się do niego. Donald i Leo odkrywają, że w Davenportii jest dziura, przez którą wypływa tlen. Postanawiają ją zatamować, jednak prawie Donald odlatuje w przestrzeń kosmiczną. Leo w ostatniej chwili go ratuje. Gdy Perry, Adam, Bree i Chase spotykają Donalda i Leo mówią mu o satelicie. Nagle przychodzi człowiek w hełmie. Gdy go zdejmuje, okazuje się, że to Krane. Przedstawia on im Doktora Gao, jego nowego partnera, który uratował mu życie. Okazuje się, że Gao jest bioniczny. Wraz z Krane’em chcą użyć serum, które daje zwykłym ludziom bionikę i kontrolować ich. Chcą stworzyć nową bioniczną rasę ludzką i panować nad nimi przy użyciu Trittona. Wystrzeliwują rakietę w stronę Ziemi, która ma za zadanie zniszczyć jej mieszkańców. Okazuje się, że Gao już kontroluje Tashę i kolonistów Davenportii i zamierza użyć na nich serum. Zaczyna kontrolować także Donalda. Adam, Bree, Chase, leo i Perry uciekają do statku, gdzie Leo znajduje broń. Leo niszczy serum, a Bree powala Krane’a i razem z Chase’em, Adamem i Perry zabierają wszystkich kolonistów, Donalda i Tashę do statku, podczas gdy Davenportia się wali. Gdy na pokładzie siedzą Adam, Bree, Chase, Perry i Leo, przychodzi Gao i niepostrzeżenie instaluje Trittona w Leo i każe mu zniszczyć Adama, Bree, Chase’a i Terry. Bree postępem nakłania Leo do strzelenia w Gao przez co ten zostaje pokonany. Perry zabiera Leo do pomieszczenia z kolonistami, Tashą i Donaldem. Nagel obok ich statku leci Krane, który strzela do nich. Chase wystrzeliwuje w jego stronę pocisk, który rozwala statek Krane’a i zabija go. Szczury i Perry przypominają sobie o rakiecie. Adam postanawia zaryzykować życie i zniszczyć rakietę. Leci w nią z bardzo wielką prędkością i niszczy ją. Bree i Chase myślą, że ten zginął, jednak okazuje się, że żyje. W Akademii Gao zostaje aresztowany i zabrany do celi. Gościnnie: Angel Parker jako Tasha Davenport, Maile Flanagan jako Terry Perry, Ping Wu jako dr Gao, Graham Shiels jako Victor Krane Użyte supermoce: Super siła (Leo), Potężny podmuch (Adam), Super szybkość (Bree), Prześwietlenie (Chase), Niewidzialność (Bree), Laserowe kule (Leo), Laserowy wzrok (Adam), Pole siłowe (Chase, Gao), Teleportacja (Gao), Generacja energii (Gao), Kinetyka molekularna (Krane), Elektrokineza (Krane), Tritton (Gao)                                                            |                                  |                                                       |                     |                                                        |                      |                                                       |         |
| 97-98 | The Vanishing                    | Zaginieni                                             | Victor Gonzalez     | Chris Peterson Bryan Moore                             | 3 lutego 2016        | 29 kwietnia 2016                                      | 425 426 |
| Douglas i Donald aktualizują chipy uczniom, jednak okazuje się, że aktualizacja nie działa na Adama, Bree i Chase’a. Policjant przywozi Daniela do Akademii, gdyż na lądzie sprawiał problemy swoją bioniką, więc Daniel dołącza do Akademii. Nagle wszyscy uczniowie wraz z Danielem znikają. Początkowo pozostali obwiniają o to usterkę w aktualizacji, ale okazuje się, że to Giselle zhakowała ich chipy teleportując ich do pułapki, gdzie zamierza zniszczyć ich chipy i zabić ich. Jest wściekła, gdy dowiaduje się, że Adama, Bree i Chase’a nie ma wśród uczniów. Donald, Douglas i Szczury przychodzą do laboratorium Giselle, gdzie dowiadują się, że ta odbudowała Marcusa. Marcus powala Adama, Bree, Chase’a i Leo i zamykają ich w pomieszczeniu wraz z uczniami. Donald i Douglas zostają związani. Giselle wyjmuje chipy uczniom, Adamowi, Bree i Chase’owi i niszczy je. Leo używając bionicznej nogi uwalnia uczniów, rodzeństwo i siebie. Marcus na oczach Douglasa walczy z Danielem, jednak Daniel replikuje moc Marcusa i zabija go. Wtedy przychodzi Leo, który widząc to jest wściekły, że to nie on zabił Marcusa. Uczniowie wracają do Akademii, a Giselle zamierza przeciąć na pół swoim batem, Adama, Bree i Chase’a. Szczury unikają batu, który obwiązuje się wokół Giselle i zabija ją przecinając ją na pół. Rodzina wraca do Mission Creek, gdzie Donald i Douglas chcą naprawić chipy. Tam okazuje się, że Tasha jest w ciąży i będzie to dziewczynka. Douglas przynosi do labu części Marcusa i chce go odbudować i zaprogramować by był dobry, jednak nikt się nie zgadza. Gdy wszyscy idą na górę, Leo rozrzuca części Marcusa po podłodze. Marcus regeneruje się i Leo chce go zabić, jednak Marcus topi się, gdyż Douglas strzelił do niego co doprowadza Leo do wściekłości. Pod koniec odcinka Donald mówi dzieciakom, że naprawili wszystkim chipy i wszyscy uczniowie są już na poziomie ekspert i mówi im o nowym projekcie i całkiem nowej drużynie, więc dwójka z nich musi zostać w Akademii, a druga dwójka ma być częścią drużyny. Leo i Adam postanawiają zostać w Akademii, a Chase i Bree być w drużynie. Cała czwórka przytula się, a potem Leo i Adam odchodzą. Donald pyta się Chase’a i Bree czy są gotowi na ich nową przygodę. Gościnnie: Jeremy Kent Jackson jako Douglas Davenport, Pearce Joza jako Daniel Davenport, Jessalyn Wanlim jako Giselle Vickers, Mateus Ward jako Marcus Davenport, Angel Parker jako Tasha Davenport, Maile Flanagan jako Terry Perry, Brandon Salgado-Telis jako Bob Epizodycznie: PJ Brown jako Oficer Nota: Kontynuacja serialu odbędzie się w spin-off'ie Lab Rats: Elite Force. Użyte supermoce: Super siła (Adam, Leo, Bob, Marcus), Super szybkość (Bree), Replika mocy (Daniel), Kinetyka molekularna (Marcus), Grzmoto klask (uczeń), Laserowe kule (Leo, uczennica, Marcus), Pole siłowe (Daniel), Elektryczna kula (Marcus, Daniel), Generacja energii (Marcus), Lewitacja (Marcus) |                                  |                                                       |                     |                                                        |                      |                                                       |         |